# Erhard Loretan
Pas d'image ? Cliquez ici
14 sommets de plus de 8 000 mètres d'altitude
Erhard Loretan, né le 28 avril 1959 à Bulle, dans le canton de Fribourg et mort le 28 avril 2011 dans un accident lors d’une ascension au Grünhorn dans le canton du Valais, est un alpiniste et guide de haute montagne suisse.
Après s’être formé dans les Préalpes fribourgeoises et dans les Alpes suisses, Erhard Loretan fait, en 1980, ses premières expériences en très haute montagne et réussit, en compagnie de Pierre Morand et Jean-Claude Sonnenwyl, trois premières dans les Andes péruviennes, au Palcaraju, au Caras et au Ranrapalca. Après avoir terminé premier de sa promotion lors du cours de guide de montagne en 1981, il entame, l’année suivante, sa carrière dans l’Himalaya, avec l’ascension du Nanga Parbat. En 1983, il accroche trois sommets de plus de 8 000 mètres d'altitude en deux semaines. En 1984, il gravit le Manaslu, puis, avec Norbert Joos, l’Annapurna par l’arète est, redescendant par la face nord. En décembre 1985, au Dhaulagiri, il réussit son premier sommet de plus huit mille mètres en hiver. Durant l’hiver 1986, il enchaîne, durant dix-huit jours avec André Georges, la « couronne impériale » autour de Zermatt, 41 sommets dont 33 de plus de 4 000 mètres d'altitude. Plus tard dans l’année, il gravit, en compagnie de Jean Troillet, l’Everest en quarante-trois heures aller-retour. En 1987, après avoir été pris par une coulée de neige dans la face nord du Mönch, Erhard Loretan est gravement blessé au dos et se retrouve pendant quelques jours paralysé des membres inférieurs.
En 1988, avec Wojciech Kurtyka, il parvient au sommet de la Nameless Tower dans le Karakoram. L’année suivante, avec André Georges, il réussit l’exploit de gravir treize faces nord des Alpes en treize jours. Il reprend, en 1990, sa carrière dans l’Himalaya, gravissant avec son complice Jean Troillet ainsi que Kurtyka, le Cho Oyu et le sommet central du Shishapangma. En 1991, il ajoute le Makalu à son palmarès, suivi, en 1994, par le Lhotse puis le sommet principal du Shishapangma et le Kanchenjunga en 1995, devenant le troisième homme, après Reinhold Messner et Jerzy Kukuczka, à gravir les quatorze plus hauts sommets de la planète. Entretemps, en décembre 1994, il a réussi une première au Mont Epperly, en Antarctique. En 1995, il y retourne pour tourner un film et réussit la première ascension d'un autre sommet, sans nom. Il est désigné « Sportif romand du siècle » en 1999 par les lecteurs de l’hebdomadaire L’Illustré.
Aux alentours de Noël 2001, son fils de sept mois meurt victime du syndrome du bébé secoué, après que Loretan l'a secoué pour calmer ses pleurs. Loretan est condamné le 12 février 2003 à quatre mois de prison avec sursis. Il quitte alors la scène médiatique pour se concentrer sur ses activités de guide de montagne.
Il meurt le 28 avril 2011, jour de ses 52 ans, lors d'une course avec une cliente sur le Grünhorn dans le canton du Valais, en Suisse. Quelques mois après sa mort, en octobre 2011, Xenia Minder, la femme qui l’accompagnait le jour de sa chute, déclare avoir partagé la vie de Loretan pendant les deux années précédant le drame. Elle déclare aussi être responsable de l'accident, sa chute sur une plaque de glace ayant entraîné la cordée. L'enquête a conclu à un accident.

## Biographie

### Une enfance dans les Préalpes (1959-1981)

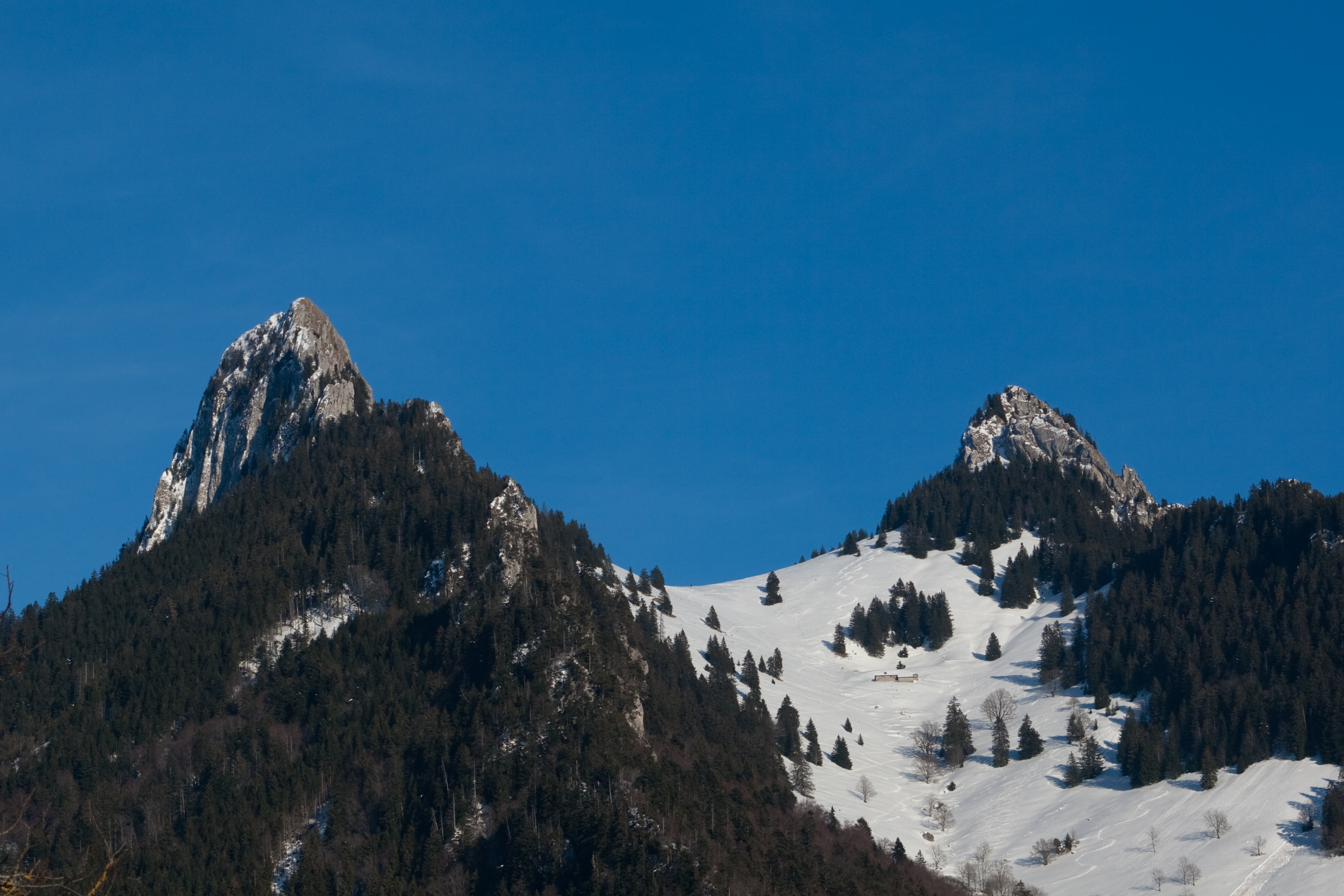
La Dent de Broc, à gauche, est le premier sommet atteint par Erhard Loretan, à l'âge de 11 ans.

Erhard Loretan est né le 28 avril 1959 à Bulle, dans le canton de Fribourg en Suisse. Son père est mécanicien et sa mère est femme au foyer, originaire de Lombardie. Il a un frère plus jeune de trois ans, Daniel. Ses parents divorcent alors qu'il a huit ans. Son père, très sportif, quitte le foyer familial bullois pour retourner en Valais. Cet épisode a fait un peu souffrir Loretan, mais lui a aussi, selon ses propres dires, forgé le caractère et il « n’aurait peut-être pas accompli le chemin qui a été le sien » sans lui.
Comme tous les enfants de son âge, Loretan adore grimper aux arbres et est un casse-cou. Un accident de gymnastique à dix ans lui a d'ailleurs valu une fracture du coude qui a failli le laisser handicapé. Chez le jeune Gruérien, la grimpe est tellement compulsive qu'il adopte le surnom de singe. « Depuis toujours, je ne me suis jamais senti aussi bien sur cette planète que lorsque je me rapprochais du ciel. » Dès l'âge de sept ou huit ans, Loretan décide qu'il sera guide de haute montagne, notamment grâce à la série télévisée Premier de cordée. Son premier sommet, la Dent de Broc, est gravi en 1970, avec l'un de ses voisins et idole, Michel Guidotti et aussi Carlo Gattoni. C'est un déclic, et Loretan délaisse peu à peu l'école, réussissant toutefois à toujours avoir la moyenne. Seul le livre de Gaston Rébuffat, Glace, neige et roc le sort de sa torpeur scolaire.
En 1970 toujours, il est engagé par son cousin Fritz Loretan, un guide de montagne, pour travailler dans une cabane à 2 500 mètres d'altitude, dans l'Oberland bernois. Il accompagne durant trois étés, jusqu'en 1974, son cousin dans ce refuge. Fritz Loretan initie son jeune parent à ses premières grandes courses alpines, telles, par exemple, la face nord et l'arète est du Doldenhorn, l'arête sud-ouest du Fründenhorn. Ses expériences alpines lui permettent de supplanter son maître, au point de passer pour la première fois premier de cordée. Ce jour-là, dans les Gastlosen, il rencontre deux de ses futurs compagnons de cordée, Vincent Charrière et Pierre Morand. Cependant, ce n'est qu'en 1973 que Loretan se retrouve en leur compagnie, ainsi que celle d'un troisième grimpeur. Ils ont en effet besoin d'une quatrième personne.

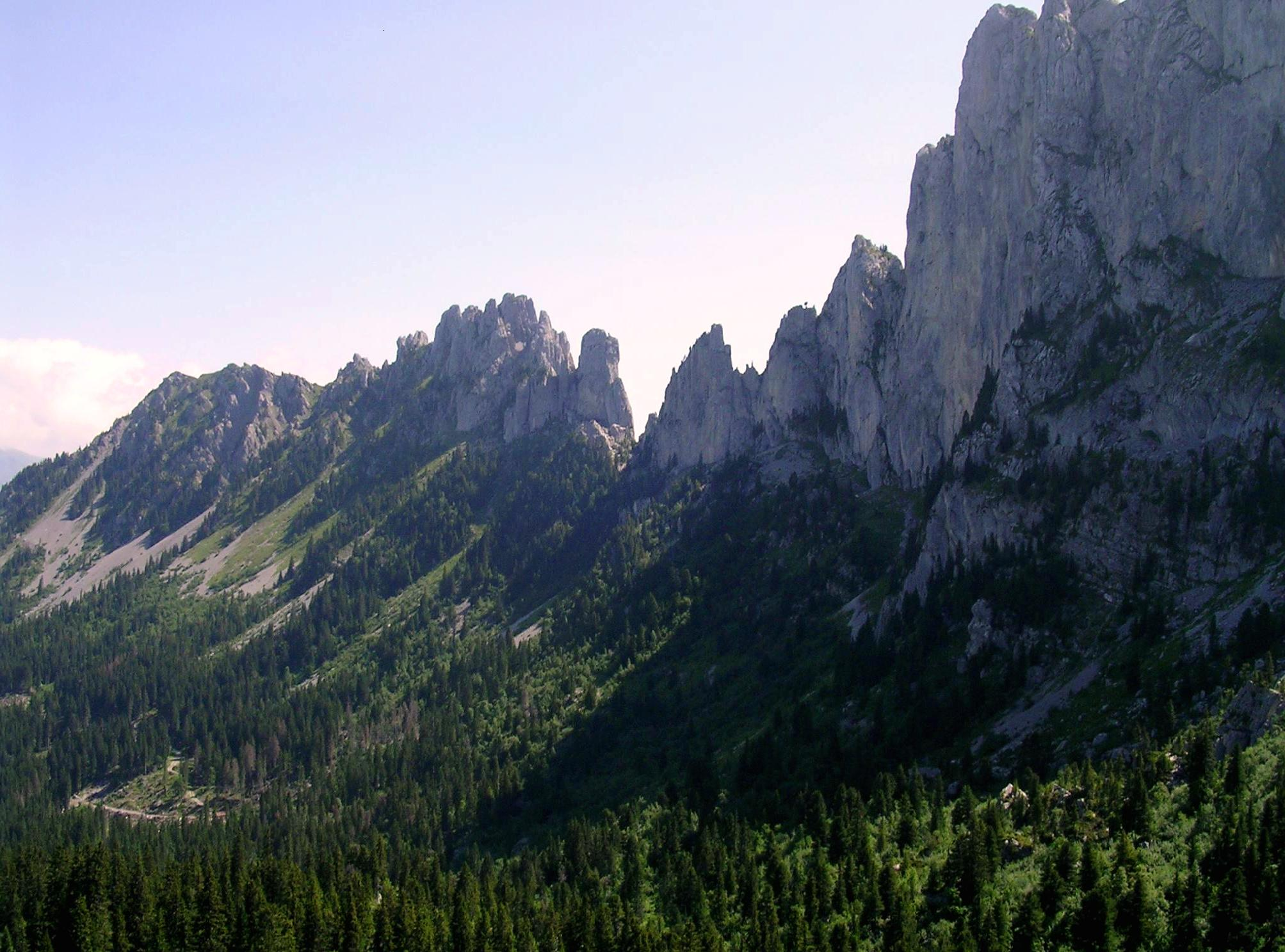
Les Gastlosen sont l'un des premiers terrains de jeu de Loretan

En 1975, Loretan décide d'ouvrir sa première voie. Elle se trouve dans la face sud de la Dent de Broc. Il a seize ans lorsqu'il réussit sa première ascension en solitaire, au Gross Turm,. « Ce qui me plaisait dans les solos, c'était de jouer avec la mort, c'était de me dire que la moindre erreur serait fatale. Et pas seulement l'erreur humaine, que je pouvais commettre, mais l'erreur technique aussi, qu'un piton lâche, et ç'aurait été le grand saut. Je voulais explorer mes limites psychiques, j'ai été servi, j'ai été guéri. » En effet, il fait un jour une chute de 35 mètres au Pfadflue,. Loretan est sûr qu'il doit sa vie sauve à la médaille de la Vierge Marie que sa mère, très croyante, lui avait cousu à l'intérieur de sa chemise. « À l'époque, le milieu montagnard me prenait pour un inconscient, il était persuadé que je n'allais pas vivre vieux ». Au même âge, il entreprend, avec trois amis, une course de trois jours dans la région de Chamonix, visant d'abord l'arête des Pélerins, puis la traversée des aiguilles du Diable. Mais, au retour des aiguilles du Diable, les quatre jeunes hommes, pris par un orage, se perdent dans la descente, avant de se retrouver au refuge des Cosmiques.
À la fin de son école obligatoire, à seize ans, Loretan commence une formation d'ébéniste chez un petit artisan bullois. Ce dernier l'empêche d'aller en montagne durant deux ans. Loretan démissionne, mais obtient son certificat fédéral de capacité après avoir trouvé une place chez un autre employeur. Toutefois, il ne se détourne pas de son objectif initial, à savoir de devenir guide de haute montagne. Ainsi, il a accumulé, à vingt ans, une grande expérience dans les Alpes, avec notamment des premières ascensions cotées Extrêmement Difficile, sur différents types de roches.
À vingt ans, le 4 juin 1979, il se présente au cours d'aspirant guide de montagne à Fieschertal, après avoir fait son école de recrues en tant que soldat sanitaire. En 1981, Loretan termine premier de sa volée, composée de vingt-huit autres diplômés sur septante-quatre candidats au départ. Trois mois après, il est engagé par une école d'alpinisme thounoise. Malgré un salaire honnête, il ne reconduit pas l'expérience : sa propre sécurité et celle de ses clients n'est pas l'exigence première de cette entreprise.

#### Une première expédition extra-alpine: la cordillère Blanche (1980)
C'est en lisant l'histoire d'Hermann Buhl au Nanga Parbat que Loretan et ses compères, Vincent Charrière, Jean-Claude Sonnenwyl et Pierre Morand rêvent de leurs premières expériences extra-alpines. Les quatre amis demandent alors conseil sur la haute montagne à Yannick Seigneur. Ce dernier, après avoir « posé un lapin » aux quatre jeunes Fribourgeois, ne leur accordent qu'une demi-heure d'entretien. Cela les décontenance et leur donne un très mauvais souvenir de l'alpiniste français. À défaut d'Himalaya, Loretan et ses amis se rabattent sur les Andes et plus précisément la cordillère Blanche.
La première expédition de Loretan débute le 11 juin 1980, lors du départ de Zurich pour Lima. Mais avant de partir, il doit réunir son tout premier budget. Il aligne les « bouts de ficelles » pour le boucler, faisant la « tournée des pharmaciens afin de récolter des sachets de nourriture pour bébé ». Manque à l'expédition Vincent Charrière, qui reste bloqué en Suisse à cause d'une blessure lors d'un match de football, un sport que Loretan, Jean-Claude Sonnenwyl et Pierre Morand n’aiment pas.
Loretan, Morand et Sonnenwyl sont d'abord surpris de la douceur qui règne à Huaraz, alors que l'hiver fait rage. Ils décident aussi de planifier une phase acclimatation et partent le 13 juin 1980 planter leur camp aux alentours de 4 000 mètres. Loretan rencontre alors pour la première fois le mal des montagnes, un mal de tête qui l'empêche de dormir.
Les trois jeunes hommes s'accordent pour monter jusqu'à un col situé à 5 100 mètres, mais redescendent rapidement. Loretan constate une amélioration dès qu'ils ont atteint les 3 700 mètres. Les jours suivants, Morand et Loretan sont victimes d'ennuis gastriques. Ils vont chez un médecin, qui a son cabinet au milieu de piles de pneus. Il leur injecte quelque chose, ignorant par ailleurs toute règle d'hygiène. Ce remède les guérit et les trois jeunes Gruériens prennent la route pour le Ranrapalca le 20 juin 1980.
Il ouvre en deux jours une nouvelle voie dans la face ouest de ce sommet de 6 253 mètres. Lors de la descente, ils vivent un enfer sur les séracs. Lorsque Loretan passe, en dernier, une rimaye de quarante mètres, une avalanche se déclenche lorsqu’un des séracs s’écroule. Loretan y échappe de peu, alors que ses deux camarades se trouvent trente mètres en aval. Tous sont finalement saufs et rejoignent le refuge après huit heures d'efforts. Quelques jours plus tard, ils sont rejoints par Pierre Perroud, qui doit tourner un film sur leur expédition. Avec lui et l'équipe de tournage, Loretan escalade d'abord l'Artesonraju, qui culmine à 6 025 mètres.
Tous se déplacent ensuite vers le Caras I. Sans l'équipe de tournage, Loretan, Sonnenwyl et Morand commencent l’ascension de ce sommet de 6 025 mètres le 6 juillet 1980 par la face sud. Après un bivouac et trois heures de traversée de glacier, ils entament la montée de la face proprement dite. Loretan, premier de cordée, se retrouve au milieu de la dernière barre rocheuse lorsqu'il s'aperçoit que la roche est très friable. Il lui faut deux heures pour escalader les vingt derniers mètres. Comme la nuit tombe, Loretan et ses deux compagnons sont alors obligés de bivouaquer. Ils creusent un trou où ils passent la nuit. Une fois le jour revenu et de retour au camp de base, des alpinistes espagnols et genevois leur font remarquer qu'ils ont accompli une première.
Ils décident ensuite d'escalader la face sud du Palcaraju. Ils y parviennent après avoir laissé leurs affaires pour monter léger. Lors de la descente, ils se retrouvent devant deux plaques à vent et échappent de peu à une avalanche causée par l’une d’entre elles. Cependant, leurs affaires sont sur l’autre, qui menace aussi de descendre. Ils vont alors les chercher à tour de rôle et désencordé pour une partie du trajet. Saufs à nouveau, ils envisagent de grimper le Huascaran par la voie normale. Ils atteignent le sommet en deux jours. Il s'agit du dernier de cette première expédition andine de Loretan, avec, à la clé trois premières : l’arête ouest du Ranrapalca et des voies dans les faces sud du Palcaraju et du Caras.

### Exploits himalayens et exploits alpins (1982-1995)
| Sommet        | Altitude | Voie                                                           | Date                                             | Partenaires                                  |
| ------------- | -------- | -------------------------------------------------------------- | ------------------------------------------------ | -------------------------------------------- |
| Everest       | 8 846    | couloir Hornbein, face nord, première ascension en style alpin | 30 août 1986                                     | Jean Troillet                                |
| K2            | 8 611    | éperon des Abruzzes (voie normale)                             | 6 juillet 1985                                   | Jean Troillet, Pierre Morand, Éric Escoffier |
| Kangchenjunga | 8 586    | face sud-ouest (voie normale)                                  | 5 octobre 1995                                   | Jean Troillet                                |
| Lhotse        | 8 516    | face ouest (voie normale)                                      | 1er octobre 1994                                 | Jean Troillet                                |
| Makalu        | 8 463    | pilier ouest                                                   | 2 octobre 1991                                   | Jean Troillet                                |
| Cho Oyu       | 8 201    | face sud-ouest (première)                                      | 21 septembre 1990                                | Jean Troillet, Wojciech Kurtyka              |
| Dhaulagiri    | 8 167    | face est (première hivernale)                                  | 8 décembre 1985                                  | Jean Troillet, Pierre-Alain Steiner          |
| Manaslu       | 8 163    | arête nord-est (voie normale)                                  | 30 avril 1984                                    | Marcel Rüedi                                 |
| Nanga Parbat  | 8 125    | versant Diamir (voie normale)                                  | 10 juin 1982                                     | Norbert Joos                                 |
| Annapurna     | 8 091    | arête est (première), première traversée de l'Annapurna        | 24 octobre 1984                                  | Norbert Joos                                 |
| Gasherbrum I  | 8 068    | variante par le pilier nord                                    | 23 juin 1983                                     | Marcel Rüedi                                 |
| Broad Peak    | 8 047    | arête ouest (voie normale)                                     | 30 juin 1983                                     | Marcel Rüedi                                 |
| Shisha Pangma | 8 046    | nouvel itinéraire dans la face sud (sommet médian)             | 3 octobre 1990 (sommet principal, 29 avril 1995) | Jean Troillet, Wojciech Kurtyka              |
| Gasherbrum II | 8 035    | arête ouest (voie normale)                                     | 16 juin 1983                                     | Marcel Rüedi, Jean-Claude Sonnenwyl          |

#### Le Nanga Parbat: le premier8 000 mètres(1982)
C'est durant son cours de guide qu'Erhard Loretan fait la connaissance de Norbert Joos et de Peter Hiltbrand. Ces derniers lui proposent de partir avec eux au Nanga Parbat, l'un des quatorze sommets de plus de 8 000 mètres d'altitude situé dans le Karakoram. À court d'argent, il démarche les membres du club alpin de la Gruyère. Grâce à leur appui, Erhard Loretan peut partir le 2 mai 1982 en compagnie de « sept grimpeurs dont un chef (Stefan Wörner) [et] 2 250 kg de matériel ». Cette expédition suisse est accompagnée par 90 porteurs. Après quatre jours de marche, elle arrive au camp de base de la face Diamir. « Après une nuit passée au camp de base, […] quelqu'un remarque l'absence de Peter Hiltbrand ». Ce dernier développe un œdème cérébral et est descendu jusqu'à 2 000 mètres.
Malgré l'état de leur compagnon, les membres de l'expédition reprennent l'ascension du sommet par la face Diamir. Alors qu'ils avaient préalablement choisi une voie tracée par Albert F. Mummery, ils se rabattent, vers 6 000 mètres, sur la voie Kinshofer, à cause de la neige qui tombe. Le type d'expédition traditionnel les oblige à faire des allers et retours entre les différents camps. Le 3 juin 1982, avec Norbert Joos, Alex Berger et Martin Braun, Loretan part du camp de base pour atteindre le sommet. Ils passent tous les quatre la nuit au camp I, à 5 000 mètres, après avoir dégagé les tentes de la couche de neige qui les couvrait. Loretan découvre à ce moment-là qu'il peut gravir des sommets himalayens pratiquement sans rien manger. Ils dorment la nuit du 4 au 5 au camp II avant de monter encore. Vers les 6 950 mètres, ils se retrouvent face à une énorme plaque à vent. Cette dernière tient et les quatre alpinistes peuvent planter leur camp III sur un bloc rocheux. Ils passent la nuit à ce camp avant de repartir le lendemain matin pour « faire la trace jusqu'à 7 200 mètres ». Ils redescendent ensuite jusqu'au camp II, renonçant à l'idée de continuer. Ils rencontrent alors le deuxième groupe de l'expédition, composé de Stefan Wörner, Hans Staub et Peter Hiltbrand, qui vont installer le camp IV.
Erhard Loretan et ses trois compères remontent le 7 juin vers le camp III. Le lendemain, ils grimpent vers le camp IV, à 7 400 mètres pour rejoindre Hiltbrand qui est en train de mourir. Ce dernier souffre en effet d'un œdème cérébral doublé d'un œdème pulmonaire. Il meurt le 8 juin 1982 peu après huit heures du matin et est glissé dans une crevasse. Toute l'équipe redescend au camp III avant de se décider de tenter le sommet en l'honneur de Hiltbrand. Ils ne seront cependant que trois à le faire, Martin Braun devant lui aussi renoncer. Joos, Staub et Loretan repartent vers le camp IV, Joos et Loretan allant faire la trace jusqu'à 7 500 mètres.
Erhard Loretan dort mal la nuit précédant son premier huit mille mètres. Alors qu'il grimpe, il donne un coup de piolet dans son soulier qui se fend. Loretan décide de continuer malgré tout, rafistolant sa botte. Après avoir atteint le sommet nord du Nanga Parbat, Joos et Loretan rejoignent le sommet principal. Le Fribourgeois y parvient le 10 juin 1982 vers treize heures trente, une demi-heure avant son compagnon d'ascension. Il est le premier Suisse à gravir ce sommet.
« Au Nanga Parbat, j'avais compris que la très haute altitude ne me handicapait pas. C'est une chance pour celui qui rêve de 8 000, car l'alpinisme ne manque pas d'hommes talentueux pour qui la barre des 7 000 mètres fut un obstacle infranchissable ».

#### Gasherbrum I et II et Broad Peak: trois8 000 mètresen dix-sept jours (1983)
Tout juste rentré de sa première expédition himalayenne, Erhard Loretan rêve de repartir pour une deuxième, dans la même région que l'année précédente. Il demande alors une autorisation pour aller gravir le Gasherbrum I. Plus tard, Stefan Wörner, le chef de l'expédition de l'année précédente, annonce au Gruérien qu'il a un « laisser-grimper » pour le Gasherbrum II. Il lui propose aussi de demander un visa pour le Broad Peak et ainsi faire mieux que Reinhold Messner, qui avait réussi l'année précédente, l'enchaînement K3-K5. Loretan obtient sa permission auprès du Pakistan.
Pour financer cette expédition, Loretan et trois autres Fribourgeois qui l'accompagnent - ses amis Jean-Claude Sonnenwyl et Pierre Morand, ainsi que Gérard Spicher - organisent une vente de vin. Évitant de peu la cirrhose, ils partent le 23 avril 1983 pour le Pakistan. L'expédition, est composée, en plus des quatre Fribourgeois, de cinq Suisses alémaniques. Elle quitte Rawalpindi le 4 mai 1983 pour le district du Kohistan à travers la route du Karakorum. Les Helvètes sont accompagnés de 3 600 kg de matériel et de cent quarante-cinq porteurs. Il leur faut douze jours de marche depuis Dassu pour rejoindre le camp de base, situé à 5 300 mètres.
Cette expédition est éprouvante : la neige bloque les alpinistes à leur camp de base, les empêchant d'« installer un dépôt sur le Gasherbrum II ». Ils auront besoin de six tentatives pour le placer. Ils manquent de perdre deux de leurs compagnons, Marcel Rüedi et Fredy Graf dans une crevasse lors d'un de ces tentatives. Arrivée le 18 mai 1983 au camp de base, la première équipe doit attendre le 12 juin 1983 pour profiter d'une accalmie.
Loretan rejoint le camp I le lendemain et part le 14 juin pour le camp II. Avec Marcel Rüedi, il fait la trace jusqu'à une altitude de 7 400 mètres. La neige est semblable à des « sables mouvants ». Après plus de quatorze heures de marche, Loretan est « désigné volontaire pour aménager le bivouac », parce qu'il est le moins fatigué de la cordée. Pour la première fois au cours de cette expédition, Loretan passe une nuit à plus de 6 000 mètres.
Le 16 juin 1983, il part à la conquête du sommet du Gasherbrum II avec Rüedi, malgré un froid mordant. Les deux se relaient et atteignent l'altitude de 8 015 mètres vers midi. Loretan trouve alors la force de continuer vers le sommet en pensant à son ami Vincent Charrière, décédé quelques mois auparavant dans une avalanche. Il suit Rüedi et tous deux arrivent au sommet. Loretan « dépose la plaquette militaire de Vincent » Charrière au sommet pour lui rendre hommage. Il prend également quelques photos, puis redescend. Lors de cette descente, une corniche cède sous son pied, mais Loretan, qui avait son poids sur l'autre, la regarde descendre.
Loretan, Rüedi et Sonnenwyl, qui a couvert plus de 1 500 mètres de dénivelé en huit heures, continuent leur chemin jusqu'au camp II, « écrasés par la fatigue ». Le lendemain, alors que les chutes de neige sont abondantes, une partie de l'expédition passe la nuit à plus de 7 000 mètres, malgré le courroux et les désapprobations de Loretan. Le 18 juin 1983 tout le monde est de retour au camp de base, sain et sauf.
Le 21 juin 1983, Loretan et Rüedi partent ensemble à l'assaut du Gasherbrum I. Une fois au camp I, à 6 500 mètres, ils remarquent que les voies « habituelles » sont impraticables ou presque. Ils reprennent quand même leur route le lendemain et se retrouvent face à des pentes vertigineuses. Malgré la neige et un assurage précaire, ils parviennent à une altitude de 7 100 mètres et y installent un camp. Ils se remettent à leur ascension le lendemain, alors que le vent souffle assez fort. Loretan parvient au sommet à treize heures trente, une heure avant son compère Rüedi. Après deux photos, ils entament la descente. Loretan arrive au camp à seize heures trente, où il retrouve Pierre Morand, Jean-Claude Sonnenwyl et Gérard Spicher. Marcel Rüedi arrive une heure plus tard.
Le lendemain, Loretan, Rüedi et Spicher reprennent la descente. Ils atteignent le camp de base le 24 juin 1983. Cinq jours plus tard, après que le camp de base a été déplacé, Loretan part en éclaireur pour le Broad Peak. Une fois dans un couloir, ses deux jambes s'enfoncent dans un torrent sans qu'elles n'en touchent le fond. « À force de reptation, je gagne le rivage. Je suis trempé jusqu'aux genoux ». Il retrouve alors Fredy Graf et Marcel Rüedi et continue la montée avec eux. Vers midi, le 25 juin 1983, ils atteignent le camp III, à 7 100 mètres. Le lendemain, Loretan, Rüedi, Graf et Wörner entament leur course vers le sommet. Si le Fribourgeois a de la peine au départ, il reprend rapidement son rythme au fil de l'ascension. Il se retrouve seul devant et « surmonte les difficultés, barres de rochers, séracs, qui sont toutes équipées par des expéditions précédentes ». Il arrive au faîte du Broad Peak vers onze heures trente. Il entame ensuite la descente, croisant au passage Rüedi, Stefan Wörner, Fredy Graf, et deux Polonaises, Anna Czerwińska et Krystyna Palmowska. Il atteint le camp de base à dix-huit heures trente. Deux jours plus tard, Jean-Claude Sonnenwyl et Pierre Morand atteignent le sommet du Broad Peak. Ils sont ainsi trois Suisses sur neuf à avoir gravi les trois sommets prévus au départ : Sonnenwyl, Rüedi et Loretan.
Au cours cette expédition victorieuse, Loretan a rencontré plusieurs alpinistes de renom : Jerzy Kukuczka et Wojciech Kurtyka au Gasherbrum I et Doug Scott au Broad Peak.

#### Manaslu et Annapurna: l'un au printemps, l'autre en automne (1984)
Le cinquième sommet de plus de 8 000 mètres d'altitude, le Manaslu, n'est pas celui qui a laissé le plus de traces dans la mémoire de Loretan. Lors de cette expédition, Loretan retrouve Marcel Rüedi, qui l'avait accompagné l'année précédente aux Gasherbrum I et II et au Broad Peak, ainsi que Norbert Joos, qui était avec lui lors de son premier sommet himalayen, le Nanga Parbat. Un quatrième homme s'ajoute en la personne de Werner Burgener. Le chef d'expédition est Hans Eitel.
Les quatre hommes se retrouvent au camp de base du Manaslu le 29 mars 1984. Ils doivent subir les foudres du mauvais temps qui « gomme chacune de nos tentatives » durant un mois. Par ailleurs, en plus de la neige, ils ont aussi droit à des problèmes physiques, maux de tête, qui les obligent à redescendre. De plus, chacune de leurs approches se fait sous la menace d'avalanches. Finalement, le 29 avril, Loretan et ses compagnons réussissent à monter jusqu'au camp IV, à 7 500 mètres. Néanmoins, leurs plans ont dû être changés en cours d'ascension : ils ont dû abandonner leurs skis, car « les vents avaient soufflé la neige et dénudé la glace ».
Le lendemain, Loretan et Rüedi décident de partir à l'assaut du sommet, tandis que Joos et Burgener y renoncent. La visibilité est cependant très restreinte, au point que « ce ne sont plus deux hommes qui agissent, avec leurs faiblesses et leur intelligence, mais deux machines programmées pour remuer continuellement leurs bielles ». Ils conquièrent le Manaslu à quatorze heures. Ils redescendent quasiment directement et retrouvent leurs tentes vers dix-sept heures, un peu par chance à cause d'une visibilité nulle. Loretan veut « quitter cet enfer » ; Rüedi le suit tandis que Burgener et Joos restent, pour tenter leur chance plus tard. « À quelques mètres seulement de la tente, je perds un crampon », ce qui oblige le Fribourgeois à faire une glissade de quatre-cinq mètres pour se bloquer. Rüedi vient alors à sa rescousse et lui tend son bâton pour que son compère reprenne son équilibre. Après quelques minutes d'effort, Loretan perd la trace de Rüedi. Il craint que son ami ait décroché, mais ne trouve personne au bas de la falaise. Il regagne le camp III et « passe une nuit blanche, hantée par le spectre de Marcel Rüedi ». Il apprend le lendemain, au camp II, que le Zurichois est remonté au camp IV, apeuré par la tempête. Loretan rejoint alors le camp de base un peu plus léger.
Norbert Joos propose par la suite un projet à Loretan : faire l'Annapurna par l'arête est. Cette ascension n'avait jamais été réussie auparavant. L'expédition suisse entame la marche d'approche le 11 septembre 1984. Lors de ce trek, Loretan a le droit à trente-quatre piqûres de sangsues. Ils atteignent le camp de base le 17 septembre. Loretan part trois jours plus tard pour le camp I. Il pose trois cents mètres de corde pour passer un pilier rocheux. Le 23 septembre, il pose quatre cents mètres de corde fixe jusqu'à ce qui doit être le passage-clé, un mur de glace vertical de septante mètres. « Le verrou vient de sauter : techniquement, plus rien ne devrait nous arrêter ! ».

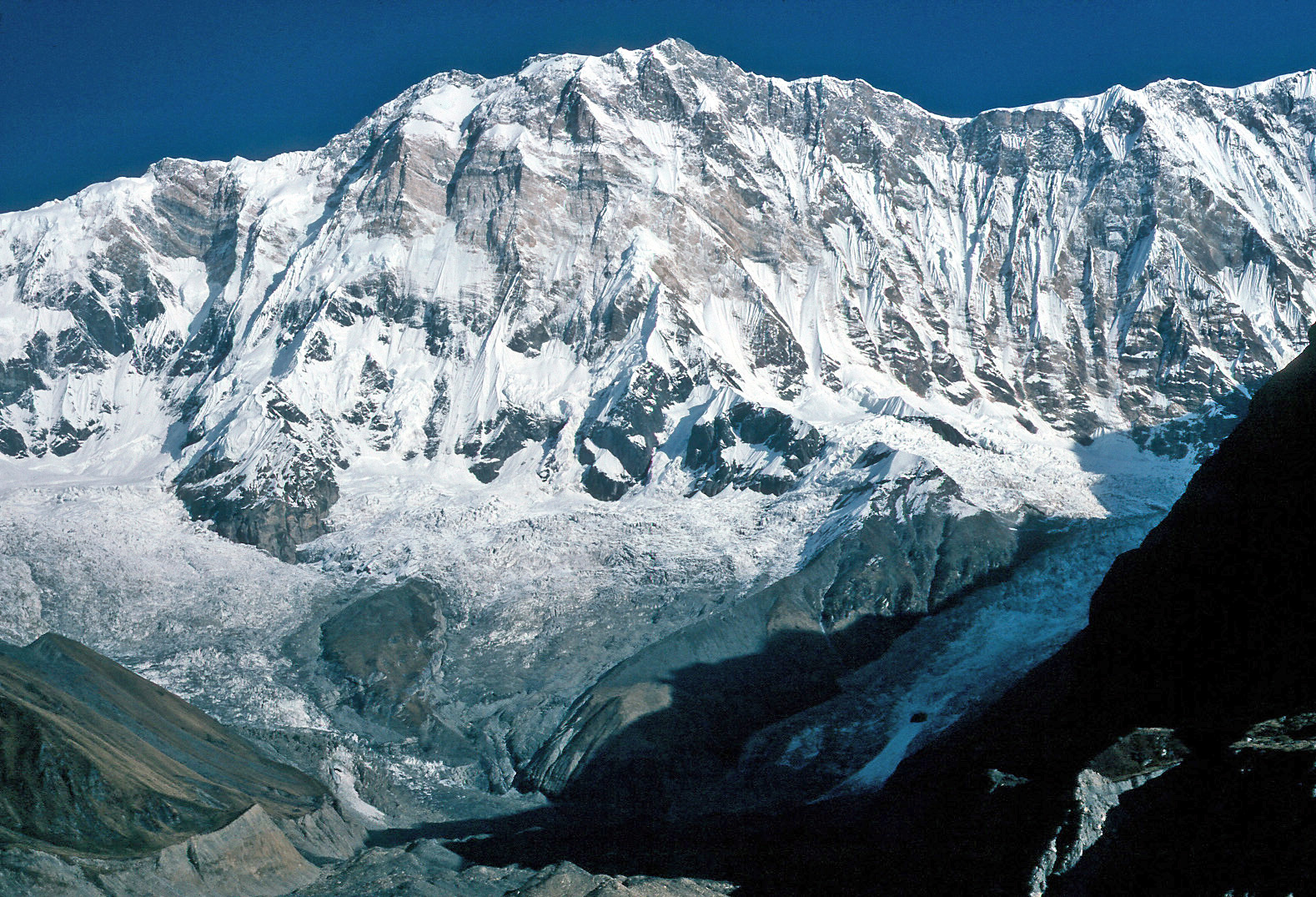
Vue de la face sud de l'Annapurna : avant de redescendre par le versant nord, Loretan et Joos ont parcouru la crête qui commence largement au-delà de la photo sur la droite, passe par le sommet Est (8010 m, au centre de la photo) et le sommet central (8051 m) et aboutit au sommet principal (8061 m, légèrement sur la gauche de la photo).

Cependant, le temps se gâte et tout le monde doit demeurer au camp de base ; Loretan et Joos feront cependant « six fois l'itinéraire jusqu'au camp II, à 6 500 mètres ». Lorsqu'un matin les deux alpinistes tentent une sortie pour atteindre le sommet, ils déclenchent trois avalanches. Ils retournent alors au camp II. Le 16 octobre, Loretan est au camp de base où il fait sa lessive et prend une douche. Les jours suivants sont beaux ; deux des compagnons d'expédition, Ueli Bühler et Bruno Derrer « vont ouvrir la voie jusqu'au camp III ». Loretan et Joos partent du camp de base le 21 octobre pour aller au camp II. Ils décident le lendemain d'aller directement jusqu'au camp IV, à 7 500 mètres. Ils y passent la nuit, avant de repartir en direction du sommet est. Loretan ressent une fringale après neuf heures de marche le ventre vide. Il parvient néanmoins au sommet est vers quatorze heures et continue sa route, avec Joos et sans se concerter, en direction du sommet médian. Ils redescendent vers le col qui sépare les deux sommets et y passent la nuit. Pour Loretan, c'est la première à plus de huit mille mètres. Le 24 octobre 1984, Joos et Loretan atteignent le sommet central de l'Annapurna vers dix heures et se lancent à l'assaut du sommet principal (8 091 m). Ils y parviennent à treize heures trente après avoir parcouru pendant cinquante-six heures une crête de sept kilomètres à plus de 7 400 mètres d'altitude.
Pour ne pas prolonger excessivement leur séjour à très haute altitude, Loretan et Joos doivent se résoudre à redescendre par la dangereuse face nord malgré leur manque de matériel et leur méconnaissance de cet itinéraire,. La descente dure trois jours et, « pour tout descriptif de cette gigantesque face nord, nous avions une carte postale que j'avais emportée dans la poche de mon sac ». Ils s'arrêtent vers 6 800 mètres et installent un bivouac. Loretan « prépare deux litres de thé et de bouillon. Cela fait trente-six heures que nous n'avons pratiquement rien bu et que nous carburons avec deux « Ovosport » par jour ». Le lendemain, le 25 octobre, Joos et Loretan partent à la recherche du point de départ de la voie des Hollandais. Loretan aperçoit une corde fixe en contrebas, mais Joos et lui doivent d'abord affronter un surplomb et des pentes à 65°. Sachant que leur équipement compte en tout et pour tout « un piolet chacun, 50 mètres de corde et une vis à glace », rien ne sera facile. Ils y parviennent sans trop de dommages et fixent un nouveau bivouac sur un vestige de camp. Le lendemain matin, ils sont victimes d'une avalanche, mais ne se retrouvent que sous une faible couche de neige. Leur cauchemar prend fin le 26 octobre vers treize heures, lorsqu'ils mettent le pied sur de la moraine. Ils doivent néanmoins attendre une heure avant de gagner le camp de base d'une expédition nippo-tchécoslovaque, qui leur offre à manger, à boire et moult félicitations. Dix jours plus tard, Joos et Loretan retrouvent leurs compagnons d'expédition.
L'ascension de l'Annapurna leur a permis de réussir plusieurs premières, avec l'ouverture d'un itinéraire sur le Glacier Dome, l'ascension de l'arête est de l'Annapurna avec trois sommets, doublée de la première traversée d'un huit mille mètres népalais. Loretan considère cette ascension comme l'une de ses plus difficiles, celle où il était le plus près de ses limites.

#### K2 et Dhaulagiri: tentatives ratées et première hivernale (1985)

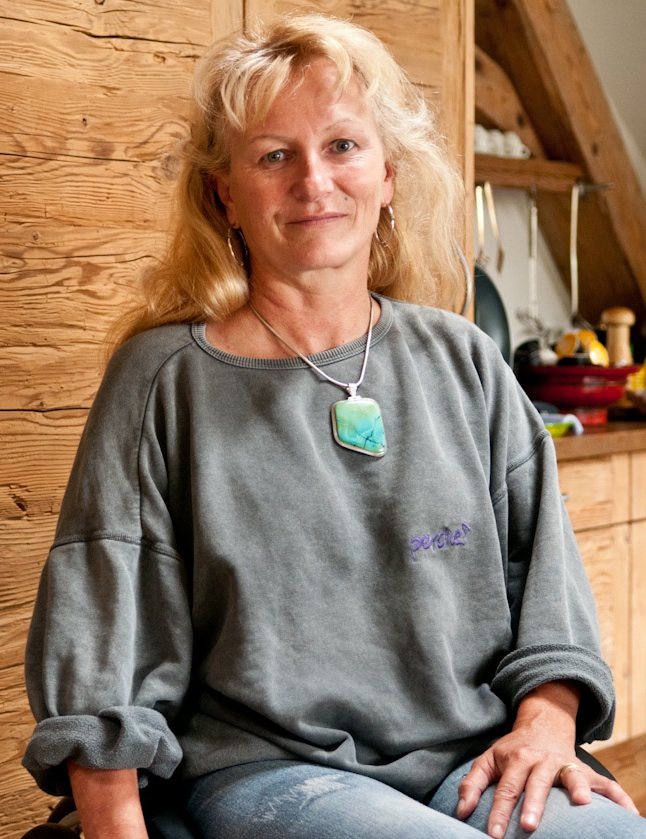
Nicole Niquille, ici en 2011, a été la compagne de Loretan entre le milieu des années 1970 et la fin des années 1980. Elle fait partie de l’expédition pour le K2.

Après avoir rêvé de gravir le K2 en 1983, après sa première expédition himalayenne, Erhard Loretan décide de monter une expédition suisse en 1985. Cette dernière comprend, notamment, Nicole Niquille, Pierre Morand, Jacques Grandjean, Marcel Rüedi, Norbert Joos et Jean Troillet. Loretan a pour objectif d'ouvrir un nouvel itinéraire dans la face sud du deuxième plus haut sommet du monde. Seul Morand et Troillet le suivront, les autres préférant se concentrer sur l'arête des Abruzzes.
Troillet, Morand et Loretan grimpent sur l'arête Nord du Broad Peak pour une phase d'acclimatation le 23 mai 1985. Le lendemain, ils sont de retour au camp de base. Ils entament leur première tentative dans la face sud le 29 mai. À cause de conditions de neige dangereuses, ils rebroussent chemin après mille trois cents mètres d'ascension. Ils font une nouvelle sortie le 4 juin. Deux jours plus tard, ils atteignent la cote de 7 000 mètres, mais Loretan a un mauvais pressentiment et convainc ses compagnons de cordée de redescendre. Bien lui en a pris puisqu'une avalanche a ravagé cette face sud quelques jours plus tard. Loretan, Morand et Troillet abandonnent leur volonté de passer par la face sud pour emprunter l'arête des Abruzzes après la réussite de Joos et de Rüedi dans cette voie. Le 26 juin, les trois alpinistes suisses, accompagnés de Nicole Niquille, sont à 8 000 mètres. Très fatigués et après « deux nuits frigorifiantes », ils redescendent vers le camp de base. Ils repartent le 4 juillet pour le camp II, à 6 800 mètres, où ils sont rejoints par deux expéditions française et japonaise. Le lendemain, ils reprennent l'ascension jusqu'au camp III, à 7 400 mètres, qu'ils atteignent à onze heures. Ils repartent vers dix-huit heures pour rejoindre le sommet d'une traite. Malgré le froid polaire, ils continuent leur chemin vers les cimes, mais sans Nicole Niquille, qui a abandonné à cause d'un début de thrombose. Le deuxième pic de la planète est vaincu à quatorze heures le 6 juillet 1985, après deux jours d'effort. Loretan vient de gravir son septième sommet de plus de huit mille mètres. Le lendemain, ils sont tous de retour au camp de base.
Quatre mois plus tard, Loretan s'embarque dans une nouvelle expédition himalayenne. Il compte gravir le Dhaulagiri en hiver, accompagné de Pierre Morand, Jean Troillet et Pierre-Alain Steiner. Ils partent le 15 novembre 1985 en direction du camp de base. Le 7 décembre, après que Morand a renoncé, Troillet, Steiner et Loretan quittent leur bivouac à 5 000 mètres pour aller à l'assaut du sommet. Ils misent sur la légèreté, n'ayant « pour tout chargement qu'une pelle à neige, un sursac et d'autres broutilles ». Ils se retrouvent à 7 900 mètres, après dix-huit heures d'escalade ininterrompues, lorsqu'ils sont arrêtés par la nuit. Ils passent alors la nuit à cette altitude, sans sac de couchage - à part Jean Troillet - et sans avoir pu construire d'igloo. Le froid atteint −50 °C. Le 8 décembre 1985 à treize heures trente, les trois hommes atteignent le sommet du Dhaulagiri.

#### «Couronne impériale», Everest, Cho Oyu: deux exploits pour un drame (1986)
À la fin de l'année 1985, André Georges, un alpiniste valaisan propose à Erhard Loretan de faire avec lui un enchaînement hivernal de 38 sommets dans les Alpes valaisannes, la « couronne impériale ». Le but est d'enchaîner 140 kilomètres d'arête ininterrompue autour du Cervin, dans la région de Zermatt. Cette couronne comprend trente sommets des Alpes de plus de 4 000 mètres d'altitude entre Grächen et Zinal et représente 25 000 mètres de dénivellation. Une des raisons qui ont poussé Loretan à accepter très rapidement, sans réfléchir, c'est pour voir à quel point il pourrait tenir durant ce marathon, tant mentalement que physiquement.
Le départ est fixé au 12 février 1986, un lendemain de carnaval. Alors que Loretan attend son compère, il apprend que Georges est en prison à cause d'un différend avec l'armée suisse. Ils partent finalement le 14 février de Grächen pour être déposé au Riedgletscher. Ils gravissent cinq sommets de quatre mille mètres durant cette première journée. Durant les quelque trois semaines que dure leur expédition, les deux hommes ne connaissent que sept jours de beau temps. Ils passent aussi trois jours en bivouac, en profitant de faire sécher leurs habits dans les cabanes. La course, durant laquelle ils ne sont jamais descendus en dessous de 3 000 mètres, se termine le 4 mars 1986 à Zinal. Leur exploit est abondamment couvert à cause du sponsoring du quotidien La Suisse.

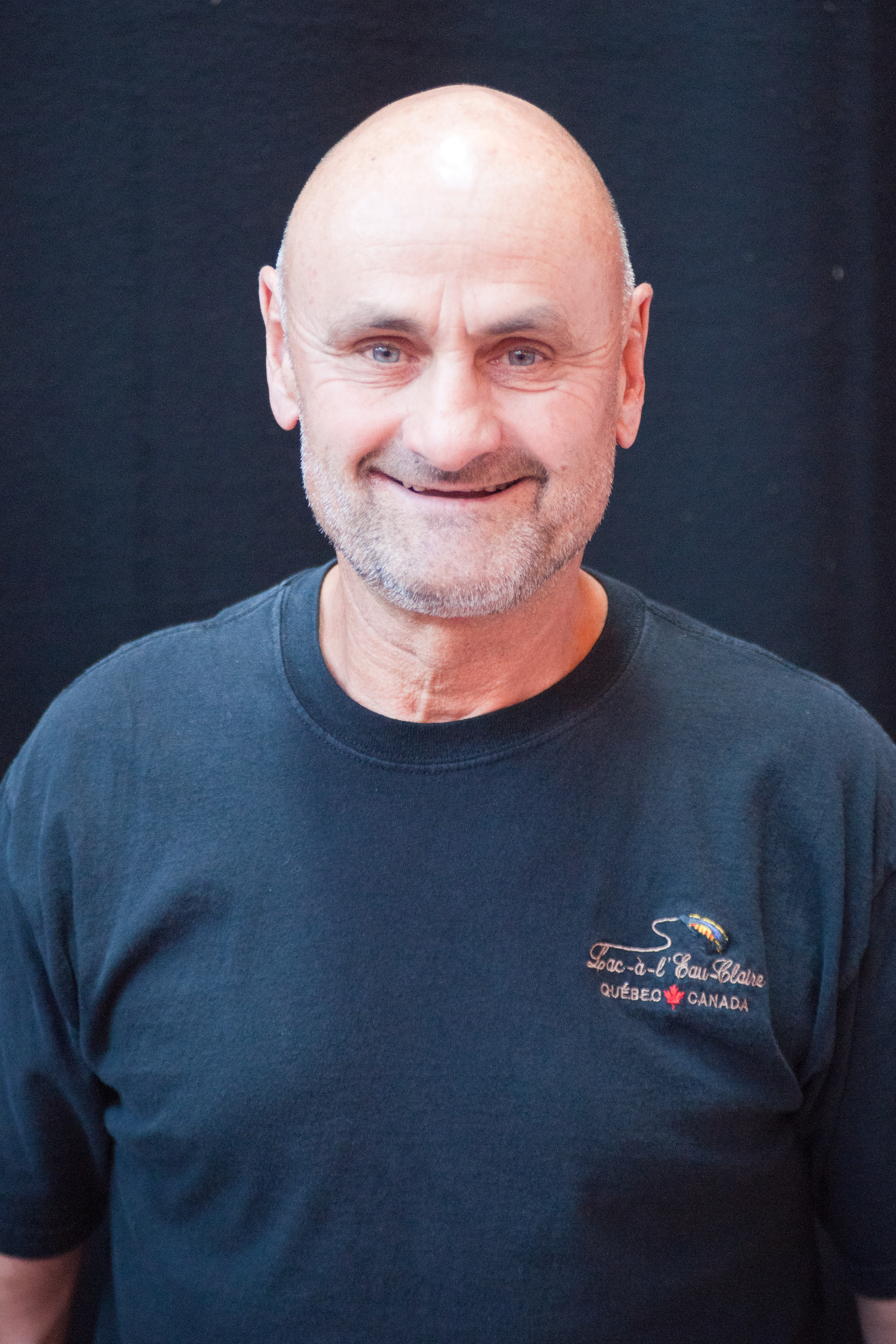
Jean Troillet, le fidèle complice avec qui Loretan a gravi huit 8000 mètres, dont l'Everest en quarante-trois heures.

En 1986, Jean Troillet désire réussir un solo dans la face nord de l'Everest. Il apprend par la suite que Loretan et Pierre Béghin veulent faire quelque chose dans l'Himalaya et leur propose de l'accompagner. Alors que l'expédition était au départ prévue pour trois, elle compte finalement onze membres. En effet, l'alpiniste français, à cause d'un contrat avec un sponsor, est « obligé d'accepter une équipe de cinéma avec lui, plus un médecin », ainsi que sa femme et le fils de celle-ci. Loretan propose alors à Nicole Niquille de venir aussi. Il s'agit de la deuxième expédition nombreuse de Loretan, et la dernière, car l'ambiance est exécrable.
L'expédition a lieu en été, après la saison de la mousson. Le 13 juillet 1986, tous quittent le Népal pour rejoindre le versant tibétain. Ils arrivent au camp de base le 21 juillet. Comme ils désirent installer un camp de base avancé à 5 500 mètres, il leur faut encore plusieurs heures pour rejoindre ce point, à cause d'une lente caravane de yaks. Ils y passent six semaines. Loretan a pour projet de descendre du sommet de l'Everest en parapente et essaie le 25 juillet sa toile depuis l'altitude de 6 000 mètres. Il chute et se blesse à la cheville et au talon, ce qui lui coûte huit à dix jours de repos. Il reste finalement quinze jours au camp de base sans rien faire. S'il ne peut marcher avec des chaussures de sport, les souliers de montagne sont supportables. Deux jours plus tard, alors qu'il descend du col du Lho La, il tombe dans un trou et s'entaille le bras avec son piolet. Le médecin de l'expédition lui fait un bandage de fortune avant de l'opérer au camp avancé. Il est à nouveau arrêté, pour une semaine.
Le 29 août 1986, Loretan, Troillet et Béghin entament la face nord du plus haut sommet de la planète. Ils partent légers : « pas de tente, pas de sac de couchage, mais une pelle à neige pour s'enterrer […], un sursac, un réchaud, quelques barres d'« Ovosport » pour tout combustible humain », ainsi qu'une gourde d'un demi-litre d'eau dans la poche. Ils brassent la neige jusqu'au genoux et se relaient tous les quarts d'heure. En dix heures, ils couvrent un dénivelé de 2 000 mètres. À 7 900 mètres, ils bivouaquent pour se reposer durant huit heures. À ce même bivouac, ils déposent « tout ce qui pourrait [les] freiner dans les mille derniers mètres d'ascension. Tout notre bagage tiendrait dans une sabretache : un peu de nourriture, la gourde, l'appareil photo. Dans une main, un piolet ; dans l'autre, un bâton de ski télescopique ». Peu après leur départ, Béghin abandonne et retourne à l'igloo. Lorsqu'ils se retrouvent dans le passage-clé du couloir Hornbein, il décide de le contourner par la droite. Peu après, alors qu'ils l'ont quitté, une avalanche ravage ledit couloir.
À minuit, le 30 août, alors qu'ils se sont perdus vers 8 400 mètres et qu'ils ne trouvent pas le départ de l'arête sommitale, ils font une pause de trois heures. Ils mettent alors dix heures pour gravir les quatre cents derniers mètres. Ils atteignent le sommet à quatorze heures trente. Ils restent alors une heure et demie sur le toit du monde. La descente se transforme alors en une vertigineuse glissade sur les fesses. Ils mettent trois heures pour redescendre jusqu'au camp de base avancé, quarante-trois heures aller-retour. Reinhold Messner déclarera « Cet Everest-là, ça vaut dix 8 000. Loretan est un génie… »
En octobre 1986, Loretan est à Katmandou où il a rendez-vous avec Marcel Rüedi pour tenter la traversée Everest-Lhotse. Il a alors six semaines à tuer et demande au ministère du tourisme népalais une autorisation pour un sommet. Il hérite du Cho Oyu. Il reçoit alors un message de Pierre-Alain Steiner qui lui annonce qu'il veut le rejoindre. Loretan ignore comment Steiner a connu son adresse et ses intentions.
Le 19 octobre 1986, Steiner, Loretan et un troisième larron, Christian Dupré, quittent le camp de base pour un nouvel itinéraire dans la face ouest. Ils sont arrêtés par une tempête vers 7 300 mètres. Dupré laisse les deux autres alpinistes pour redescendre. Le lendemain matin, après « une nuit horrible », Loretan remarque que son ami souffre de l'altitude et qu'il faut redescendre. Loretan ouvre la marche, une centaine de mètres devant Steiner quand ce dernier commence soudainement à dévaler la pente à toute allure. Loretan met une heure pour rejoindre son compagnon, qui est encore vivant, mais « cassé de partout ». Comme le village le plus proche est à plusieurs jours de marches, Steiner n'a aucune chance de survie. Loretan tente tout de même d'aller chercher des secours, non sans le passer dans un sac de Gore-Tex et lui laisser un sac de couchage. Après deux heures de marche, il arrive au camp avancé où il dit à Christian Dupré d'aller auprès de Steiner avec du gaz et de la nourriture. Il atteint le camp de base dix heures plus tard, où il trouve le cuisinier de l'expédition. Ce dernier est chargé d'aller chercher du secours mais, deux jours plus tard, il revient seul. Lui et Loretan repartent alors vers Steiner, qui vit toujours. Il meurt dans la nuit, alors que ses trois compagnons tentent de le redescendre. Cette mort, et l'impuissance qui l'accompagne, a marqué Loretan à vie. « Depuis la tragédie du Cho Oyu, mon propre sort m'indiffère, le souci de mon prochain m'angoisse. »

#### Échec et blessures:annus horribilis(1987)
À son retour de l'Everest, Loretan contacte André Georges pour lui faire part d'un projet qui lui tient à cœur : escalader treize faces Nord en vingt jours en condition hivernale. Cet enchaînement est composé du Gross Fiescherhorn, de la Jungfrau, du Mönch, de l'Eiger, de l'Ebnefluh, du Gletscherhorn, du Grosshorn, du Breithorn, du Morgenhorn, de la Weisse Frau, du Blüemlisalphorn, du Fründenhorn et du Doldenhorn,. « Réussir en trois semaines ce qu'un alpiniste rêverait d'accomplir en une vie ».
Le départ est agendé le 9 février 1987 à Grindelwald, dans le canton de Berne. Ils débutent par le Gross Fiescherhorn, qu'ils gravissent en quatre heures. Le lendemain, à cause du mauvais temps, ils redescendent à Eigergletscher pour voir venir. Ils se décident par la suite de gravir le Mönch. L'ascension démarre le 12 février à minuit par une marche d'approche. « À un moment, mon ski se décroche. Je m'arrête pour régler le problème. André est juste au-dessus de moi, quelques mètres sur la gauche. Je l'entends qui s'écrie « Fais gaffe ! » Je n'ai pas le temps de lever la tête que je suis emporté […] par une plaque de neige ». Loretan fait alors deux vols planés, de trente, respectivement quarante mètres, en essayant au maximum de rester en surface. Lors du deuxième vol, il contracte une violente douleur dans le dos, mais reste vivant. Il s'arrête peu après. « Ma tête et mon bras dépassent de la masse neigeuse, mais je ne peux pas bouger et mes jambes ne répondent plus » Il attend les secours durant une heure et demie en compagnie d'André Georges. Il est d'abord transporté à l'hôpital d'Interlaken, avant d'être transféré à l'hôpital universitaire de l'Île à Berne, où se trouve un spécialiste de la colonne vertébrale. Le diagnostic est grave : « les deuxième et troisième vertèbres sont démolies et la moelle est comprimée à 90 %. Il ne me cache pas que l'espoir de remarcher est mince. ». Il est opéré le soir même, durant sept heures. Six jours après son opération, ses jambes se réveillent et dix jours plus tard, il quitte l'hôpital. Il doit alors porter un corset, ce qui ne l'empêche ni de faire du monoski, ni de grimper le Pain de Sucre à Rio de Janeiro avec un ami, ni encore de retenter sa chance au Shishapangma avec Jean Troillet. Ils abandonnent cependant très rapidement, Loretan étant encore marqué par la mort de Pierre-Alain Steiner. Année décidément maudite, Loretan se brise encore deux vertèbres en parapente au mois de juillet 1987. Il se retrouve alors face au médecin qui l'a opéré quelques mois plus tôt et qui l'oblige à respecter un repos complet et le port du corset durant trois mois.

#### Une «Tour sans nom» avec Kurtyka: «la fin d'une série noire» (1988)

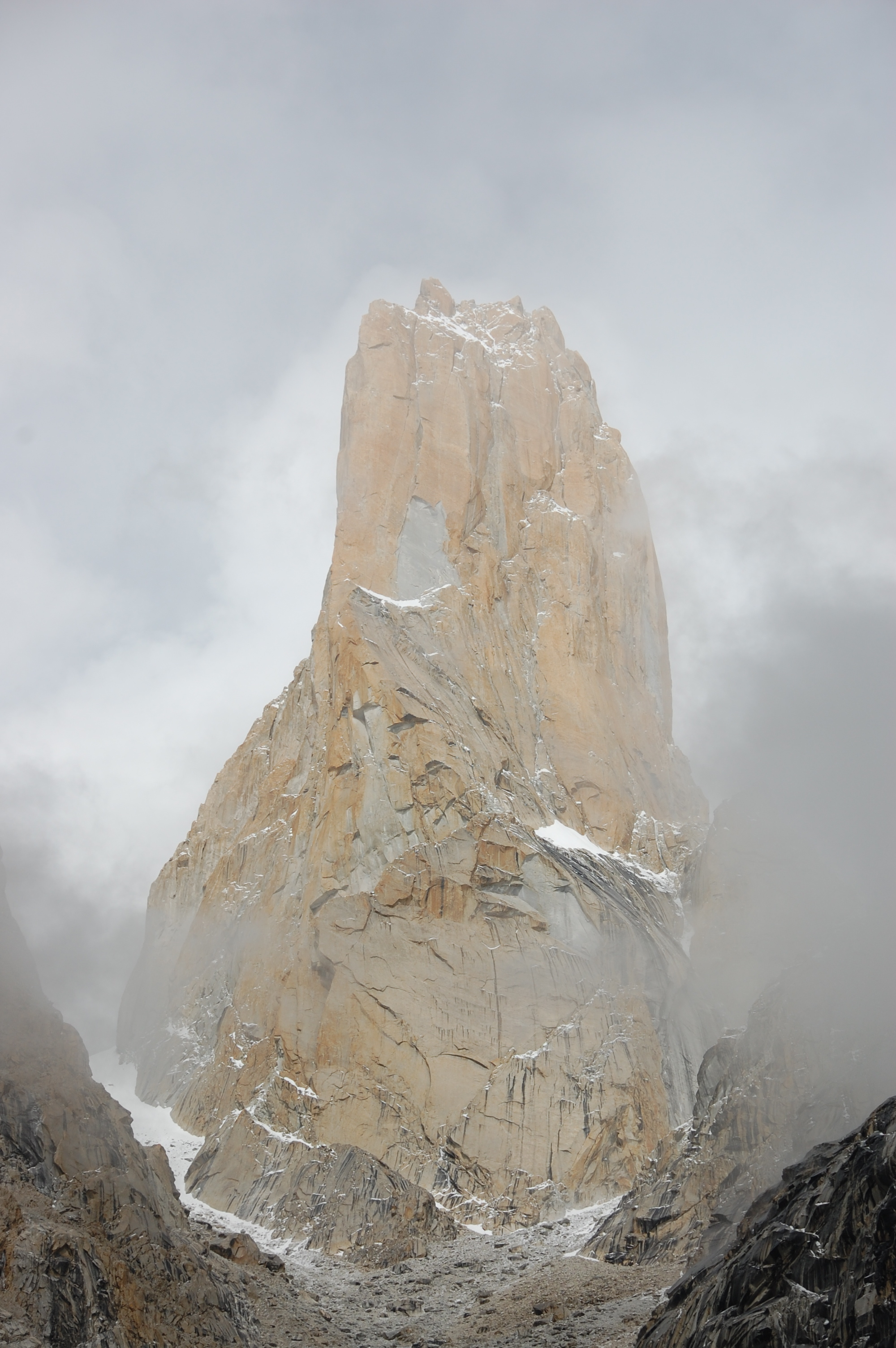
Loretan escalade la « Tour sans nom » avec Wojciech Kurtyka en 1988.

Après une année 1987 soldée d'échecs, Loretan commence l'année 1988 sur les mêmes bases. En effet, au printemps, son complice Jean Troillet se casse une jambe durant la marche d'approche du Makalu. À l'automne, les deux hommes sont arrêtés par le vent dans l'ascension du pilier ouest de ce même sommet, alors qu'ils étaient à 7 400 mètres d'altitude.
Au mois de juin 1988, Loretan se laisse toutefois convaincre par Wojciech Kurtyka de l'accompagner aux Tours de Trango, gravir la « Tour sans nom », qui culmine à 6 257 mètres, après un mois à travailler en tant que menuisier à Katmandou. Ils partent le 14 juin 1988 depuis Islamabad, après d'interminables tracasseries administratives. Après six jours de marche, et accompagnés de vingt-sept porteurs, le Suisse et le Polonais atteignent le camp de base. Quatre jours plus tard, après plusieurs reconnaissances, ils séparent leur 120 kg de matériel en quatre, ce qui provoque une certaine crainte de Loretan par rapport à sa colonne vertébrale fragilisée l'année précédente. Kurtyka et Loretan ont en effet décidé d'installer trois camps, à 5 000 mètres, 5 300 mètres et 5 800 mètres. Ils redescendent chaque soir à l'un de ces camps pour remonter le lendemain les cordes jusqu'au point le plus haut atteint la veille.
Le 24 juin, ils partent du camp de base pour rejoindre la paroi, qu'ils atteignent sept heures plus tard. Après deux heures de pause, Kurtyka gagne le droit de poser la première longueur ; à la fin de la journée, les deux hommes auront grimpé cinquante mètres chacun. Ils passent alors deux jours à gravir la face avant de retourner au camp de base pour se ravitailler et se reposer. Ils repartent le 2 juillet pour la « Tour sans nom », avec de quoi tenir pour deux semaines dans la face ; ils passent la nuit au camp II, à 5 300 mètres. Dès le lendemain, ils décident d'alterner chaque jour celui qui monte en tête. Pris par une avalanche dans la nuit du 4 au 5 juillet, et alors que la neige tombe durant la nuit suivante, ils quittent le 6 juillet leur bivouac pour retourner au camp de base.
Ils repartent le 9 juillet pour rejoindre la paroi. Le 13 juillet 1988, après quatorze jours dans la face, Kurtyka et Loretan parviennent au sommet de la « Nameless Tower ». Ils sont de retour au camp de base le lendemain. « Pour moi, cette expédition à la Tour du Trango marque la fin d'une série noire ».

#### Treize faces Nord en treize jours: le pari réussi (1989)
Deux ans après son échec alpin, André Georges et Loretan font une nouvelle tentative de réussir treize faces Nord de l'Oberland bernois en condition hivernale. Contrairement à leur premier essai, les deux hommes renoncent à une forte médiatisation Ils commencent leur expédition le 14 janvier 1989 par le Gross Fiescherhorn, qu'ils gravissent en quatre heures, avant d'aller faire une reconnaissance à la Jungfrau qu'ils vont escalader le lendemain. Lorsqu'ils redescendent, un cheminot leur offre le café et Loretan aperçoit une caisse remplie de clous de charpentier, qui font 180 millimètres de long. Le 15 janvier 1989, Loretan fait un détour par la gare pour prendre une poignée de ces clous qui serviront d'ancrage dans la glace. Les deux alpinistes, après avoir testé leur assurage, s'engagent dans la face qui s'avère pourrie, mais parviennent au sommet en moins de quatre heures. Ils apprennent plus tard qu'ils viennent d'ouvrir une nouvelle voie.
Le lendemain, Loretan a « rendez-vous avec ses vieux démons », lui qui doit revenir au Mönch, sur les lieux de l'accident qui a manqué de le laisser paraplégique. Georges et lui évitent néanmoins la marche d'approche en se faisant poser directement au pied de la face par un hélicoptère de la télévision. Ils mettent trois heures et demie pour parvenir au bout des 900 mètres de dénivellation. Après une journée de pause durant laquelle ils préparent les prochaines courses, les deux hommes mettent le cap sur l'Eiger, « la plus grande face des Alpes ». Ils partent depuis le pied de la face à cinq heures du matin pour arriver au sommet à quinze heures.
Le 19 janvier 1989, ils gravissent l'Ebnefluh en deux heures trente. Le lendemain, dans le Gletscherhorn, Loretan parvient de justesse à se protéger d'une avalanche, tandis que Georges n'a que son sac à dos pour se protéger. Il s'en sort malgré tout sans dommage et tous deux parviennent au sommet après quatre heures et demie. Le 21, ils escaladent le Grosshorn en quatre heures et le Breithorn en deux heures et demie. Deux jours plus tard, il leur faut cinq heures trente pour atteindre le sommet du Morgenhorn.
Ils enchaînent le 24 janvier trois faces : la Weisse Frau en une heure, le Blüemlisalphorn en deux heures et le Fründenhorn en deux heures trente. Deux jours plus tard, ils mettent un point final à leur défi en atteignant le sommet du Doldenhorn. Il s'agit, selon Loretan, de l'expédition la plus difficile sur le plan technique, mais aussi l'une des plus dures sur le plan psychologique.
Plus tard dans l'année, Loretan retourne au K2 pour gravir la face ouest avec Wojciech Kurtyka et Jean Troillet,. Les trois hommes doivent abandonner à cause du mauvais temps : il a neigé trente jours sur les quarante-deux qu'ils ont passés au camp de base.

#### Retour au Cho Oyu et première au Shishapangma: la course aux 14 reprend (1990)
Après avoir atteint le sommet du mont McKinley le 23 mai 1990, Erhard Loretan revient au mois d'août au Cho Oyu, en compagnie de Jean Troillet et Kurtyka, quatre ans après la mort de Pierre-Alain Steiner. Cet accident les incite à partir du versant tibétain, plus accessible. Ils arrivent au camp de base le 28 août et la phase d'acclimatation dure plusieurs jours, en faisant des reconnaissances sur la voie normale. Ils découvrent « une ligne superbe, idéale à la pratique du style alpin ». Le 14 septembre, jour du départ, Kurtyka abandonne, mais Troillet et Loretan partent. Une heure plus tard, Troillet « fait part du peu d'enthousiasme que soulève en lui cette tentative ». Ils abandonnent aussi quand Loretan entend une pierre qui est en train d'arriver sur lui. Il l'évite de justesse et retourne au camp de base.
Ils repartent à trois le 19 septembre vers onze heures et atteignent quatre heures plus tard l'altitude de 6 200 mètres où les attend un dépôt de matériel qu'ils avaient installé lors d'une précédente tentative. Ils chargent du matériel technique, mais rien pour bivouaquer, ainsi qu'un ravitaillement spartiate : « quatre « Ovosports » et deux « Mars » ». Ils repartent de là vers dix-huit heures et Kurtyka prend la tête. Ils manquent d'être emportés par une coulée de poudreuse. Loretan prend la tête en direction de l'arête sud-ouest pendant que Troillet assure Kurtyka. Après vingt-quatre heures d'effort, ils atteignent la cote de 8 100 mètres. Deux heures plus tard, alors qu'ils n'ont avancé que d'une cinquantaine de mètres à cause de la qualité de la neige, et au vu de leur état de fatigue tous les trois décident de se reposer dans une grotte, en se protégeant du froid avec leur sur-sac en Gore-Tex. Ils repartent le lendemain matin vers sept heures trente et atteignent le sommet en une heure. Les trois alpinistes viennent d'ouvrir une nouvelle voie, que Loretan dédie à Pierre-Alain Steiner, dans la voie ouest « en vingt-sept heures d'escalade effective ».
Quelques semaines plus tard, les trois mêmes hommes enchaînent avec le Shishapangma, par la face sud. Ils décident « d'y tracer […] la ligne la plus directe jamais dessinée sur un 8 000 » et Loretan estime que deux jours de beau temps sont suffisants pour la réussir. Ils sont au départ de la voie le 2 octobre lorsque Loretan a oublié ses « surbottes » qui le protègent du froid. « Je prends le risque de partir sans surbottes, car ma combinaison thermique est équipée d'une guêtre rabattable. Je me fais le serment de renoncer si le froid menace mes extrémités ».
Après avoir mangé une fondue moitié-moitié, Kurtyka, Troillet et Loretan partent à l'assaut du sommet aux alentours de dix-huit heures. Loretan se sent dans une excellente forme, bien que son auriculaire le fasse souffrir durant la montée. Ils se retrouvent à deux, Loretan et Troillet sur une arête, car Kurtyka a perdu leur trace. Ils atteignent le sommet médian vers dix heures, mais renoncent à atteindre le sommet principal à cause du froid. Ils retrouvent le départ de la voie vers seize heures, après avoir croisé Kurtyka, qui a décidé de rejoindre le sommet par sa propre voie. Loretan et Troillet retrouvent leur compagnon polonais le 5 octobre au camp de base, dans un état quasiment cadavérique.

#### Le Makalu: un nouveau8 000grâce aux Espagnols (1991)
Après deux échecs en 1988, Loretan et Jean Troillet repartent pour le Makalu en août 1991. Ils ont pour objectif d'ouvrir un nouvel itinéraire dans la face ouest. Le 10 septembre, ils décident d'aller installer un dépôt de matériel vers 6 500 mètres. Lorsqu'ils choisissent d'entreprendre l'ascension le 18 septembre 1991, ils découvrent tout leur matériel recouvert par la neige. Après deux heures à essayer de le récupérer avec un piolet, ils se résolvent à redescendre au camp de base. Ils retournent là où se trouvait leur dépôt avec une pelle, mais ils n'arrivent pas à retrouver leur matériel et rentrent au camp de base. Là, une expédition espagnole leur donne quelques pièces d'assurage, des surbottes et un piolet et les invite à les accompagner.
Le 26 septembre, Loretan et Troillet continuent dans leur idée d'ouvrir une voie dans la face ouest. Ils partent vers quatre heures du matin avant de rejoindre, vers dix heures, le dépôt de matériel, où ils se reposent. Ils reprennent l'ascension vers dix-sept heures trente, avec un « rythme rapide ». Dans le passage-clé de la face, un rocher de cinquante mètres, Troillet déchausse ses crampons et voit qu'un des deux est fendu. Cet incident les contraint à redescendre et ils atteignent le camp de base à dix-neuf heures trente, après six heures de descente.
Finalement, Loretan et Troillet se décident à reprendre la voie du sommet, par le pilier ouest. Ils partent le 1er octobre à une heure trente. Troillet fait la trace, car Loretan sent encore les effets de son somnifère, avant que le Fribourgeois ne le relaie. Ils arrivent au pied du couloir principal à sept heures et Loretan, après avoir remonté les cordes fixes, arrive au camp III, situé à 7 400 mètres, vers dix heures. Ils se reposent là jusqu'à dix-sept heures et rejoignent l'expédition espagnole à vingt heures trente, à 7 900 mètres. Tous se mettent d'accord pour repartir à minuit. En attendant, Loretan est obligé de se poser « en équilibre sur la pointe de ses fesses », car l'espace qu'il s'est trouvé est très restreint. L'arête n'est pas exactement comme ils pensaient, ce qui les obligent à attendre l'aube. Après avoir atteint la dernière difficulté à 8 200 mètres, Loretan et Troillet, plus rapides que leurs compagnons espagnols, aperçoivent le sommet où ils arrivent vers dix heures, après trente-trois heures d'effort.
Ils redescendent plus d'une heure plus tard et retrouvent le camp de base à dix-neuf heures, après une pause au camp III. Il apprend plus tard qu'un des Espagnols a chuté de plus sept cents mètres et ses compagnons lui demandent ce qu'il faut faire. Le Fribourgeois partage alors son expérience du décès de Pierre-Alain Steiner et dit qu'il n'y a plus rien à faire. Loretan avoue aussi que sans le travail de l'expédition espagnole, il n'aurait pas pu accrocher le sommet du Makalu à son tableau de chasse. « J'ai un peu l'impression d'avoir profité de la sueur des autres ».

#### Retour au K2, tentative au Kangchenjunga: échecs en Himalaya (1992-1993)
Le 5 février 1992, il remporte le mérite sportif fribourgeois 1991, décerné par les lecteurs de La Liberté et des Freiburger Nachrichten,.
Lors du printemps 1992, Loretan retourne au K2 avec Wojciech Kurtyka afin d'essayer de gravir sa face ouest, ce que personne n'a réussi auparavant. Le Fribourgeois évalue ses chances de succès, avant de partir, à « une chance sur mille ». Ils arrivent au camp de base, situé vers 5 100 mètres d'altitude le 26 mai. Ils engagent deux porteurs pour rejoindre le camp avancé installé vers 6 200 mètres. Le 4 juin, les deux hommes font une reconnaissance au pied de la face et abandonnent à cause du risque d'avalanche dû aux plaques à vent.
En 1993, Loretan fait une première expédition au Kangchenjunga, qui se révèle être une calamité. Les frais de la marche d'approche augmentent chaque jour un peu plus à cause des revendications des porteurs. De plus, Loretan se fait mordre à la jambe par un chien un jour et demi avant l'arrivée au camp de base. Arrivés à destination, Jean Troillet et lui souffrent de violentes fièvres, qui s'estompent lors de marches d'acclimatation, mais recommencent le lendemain. Après une tentative où ils gravissent sept cents mètres en douze heures, ils abandonnent.

#### Lhotse et expédition en Antarctique: projet avorté et première (1994)
Depuis longtemps, Loretan rêve de réussir une première traversée Lhotse - Lhotse Shar, qui est pour lui le grand défi de l'Himalaya. Il part pour ce projet le 16 août 1994 avec Jean Troillet et leur compagne respective, ainsi que deux journalistes du Matin. La marche d'approche dure trois jours et, grâce à un vol en hélicoptère, les deux alpinistes peuvent observer les lieux de leur projet. Rejoints par plusieurs expéditions, la plupart commerciales, ils partent du camp de base le 17 septembre et rejoignent le camp II à 6 400 mètres d'altitude où ils déposent leurs affaires.
Après une acclimatation sur le Khumbutse, ils partent le 24 septembre vers une heure moins le quart pour installer un dépôt à 8 000 mètres. Loretan arrive au camp II à cinq heures, où ils restent jusqu'à dix-sept heures. Ils repartent à ce moment-là pour atteindre le camp III à vingt-et-une heures trente. Après s'être réchauffés grâce à une tente et du gaz laissés là, ils reprennent leur route vers l'endroit choisi pour le dépôt à deux heures du matin. Après y être parvenus vers neuf heures, ils accrochent leur sac à un piton planté dans la roche, après l'expérience malheureuse du Makalu. Loretan et Troillet décident ensuite de faire une reconnaissance jusqu'au col Sud en empruntant la voie normale de l'Everest. Ils rebroussent chemin une fois arrivés à l'éperon des Genevois, là où s'arrête la trace et redescendent au camp de base, qu'ils atteignent à dix-huit heures.
Le 29 septembre 1994, à dix-sept heures, Troillet et Loretan quittent le camp de base et le Fribourgeois arrive au camp II à vingt heures trente. Troillet le rejoint et tous deux se reposent dans une tente laissée là. Ils reprennent l'ascension vers quatre heures. Loretan se charge d'aller chercher le sac laissé en dépôt quelques jours plus tôt et transmet la moitié du contenu à Troillet. « La neige est bizarre et j'ai besoin de beaucoup de temps pour accomplir l'aller-retour ». Ils rencontrent un Canadien et un Écossais avec qui ils attendent avant de repartir, vers vingt-deux heures. Le temps est menaçant, à cause du vent qui pousse des nuages neigeux vers l'Everest voisin. Après quatre heures d'ascension, Loretan, Troillet et leurs deux compagnons se retrouvent au milieu du couloir qui mène au sommet du Lhotse, mais le vent violent qui souffle la neige ainsi que le froid les empêchent de progresser et tous s'arrêtent pour attendre le jour. Lorsqu'ils repartent vers sept heures du matin, tout est gelé. Alors que le Canadien et l'Écossais abandonnent,, Troillet et Loretan persévèrent et atteignent le sommet le 1er octobre 1994 à neuf heures dix. Loretan renonce à son projet de traversée en jetant un regard vers le Lhotse Shar ; Troillet et lui redescendent. Ils rattrapent leurs anciens compagnons d'infortune et les dépassent. Le Valaisan et le Fribourgeois arrivent au campement qu'ils partagent normalement avec le Canadien et l'Écossais et, vers midi, alors que Loretan appelle le camp de base, il apprend que le Canadien et l'Écossais sont en difficulté. Ils les attendent et les prennent ensuite en charge. Ils les accompagnent jusqu'au camp III, où le Canadien et l'Écossais sont récupérés par des compatriotes. Au camp II, Loretan et Troillet profitent de l'hospitalité d'une expédition française pour passer la nuit. Ils rentrent au camp de base le 2 octobre à onze heures.
Un mois plus tard, en novembre, alors que Loretan est à Punta Arenas avec le réalisateur et guide Romolo Nottaris, ce dernier reçoit un appel qui lui annonce qu'il doit rentrer en Suisse. Les deux hommes projettent de gravir pour la première fois le mont Epperly, en Antarctique, et le Tessinois apporte une grande part du financement de cette expédition. Loretan lui demande s'il peut tenter cet exploit en solitaire et Nottaris accepte.
Il arrive au pied de la face de 2 700 mètres le 30 novembre. Une heure après être arrivé, et après avoir monté sa tente, Loretan tente une première approche. Parti avec quelques effets de rechange, il gravit 1 200 mètres en quatre heures avant de redescendre à cause du brouillard et est de retour à sa tente à onze heures.
Le 1er décembre 1994, il repart à l'assaut du sommet, avec quelques pitons et une corde fine de vingt mètres pour tout assurage. À la sortie du couloir central, il ne peut planter de piton à cause de la roche, tantôt sablonneuse, tantôt trop compacte. Il décide alors de se délester de son sac en l'accrochant à une aspérité. Il y parvient à la quatrième tentative et, une heure plus tard, il est le premier homme au sommet du huitième plus haut sommet de l’Antarctique, après neuf heures d'effort.
Loretan passe ensuite une heure à chercher une voie pour redescendre, car son équipement ne lui permet pas d'emprunter la même voie que celle utilisée pour l'ascension. Il repère alors un couloir parallèle à celui qu'il vient d'escalader et met plus de trois heures à descendre, sans pouvoir planter de point d'assurage.
Loretan qualifiera cette ascension solitaire du mont Epperly d'« aventure extraordinaire », extraordinaire de par son très grand isolement et parce qu'il était le premier homme à atteindre ce sommet encore vierge : « j'avais l'impression d'être Armstrong sur la lune ».
Il reste ensuite trois jours bloqué dans sa tente à cause du mauvais temps, tout en restant en contact avec des personnes installées à Patriot Hills, ainsi qu'avec des alpinistes qu'il a rencontrés dans l'avion et qui sont au mont Vinson. Au quatrième jour, il rejoint ces derniers, parcourant les sept kilomètres qui le séparent du plus haut sommet de l'Antarctique. Il reste ensuite bloqué deux jours durant au camp II, à 3 800 mètres d'altitude, avec trop peu de nourriture. Il reprend l'ascension dès que le temps s'améliore et parvient au sommet. Il enchaîne ensuite avec le mont Shinn, où il met quatorze heures pour effectuer l'aller-retour entre sa tente et le sommet.

#### Kangchenjunga et retour en Antarctique: le troisième homme (1995)
En avril 1995, Loretan accompagne une expédition commerciale au Shishapangma et part du camp de base le 28 avril, à quinze heures trente, pour le sommet principal. Il l'atteint le lendemain à midi et est de retour au camp de base à la tombée de la nuit. Il accroche alors définitivement ce sommet, après n'avoir réussi que le sommet central en 1990. À ce moment, il ne manque que le Kangchenjunga pour devenir le troisième homme, après Reinhold Messner et Jerzy Kukuczka, à gravir les quatorze sommets de plus de huit mille mètres d'altitude. Il se retrouve alors à égalité avec Benoît Chamoux, qui doit lui aussi atteindre le troisième plus haut sommet de la planète.
Loretan part de Genève le 23 août 1995 en compagnie de Jean Troillet, d'André Georges et d'un client de ce dernier. Ils arrivent au camp de base, au pied du versant sud, le 1er septembre. Chamoux, accompagné d'une expédition française, les y rejoint le 10 septembre. L'ambiance entre les deux expéditions est délétère, car le Français désire ardemment devenir le troisième, alors que Loretan est plus indifférent. Ainsi, il vise d'abord la traversée par l'arête sud-ouest, avant de se rabattre sur la voie normale à cause des conditions de neige.
Le 16 septembre, Loretan et ses compères font une première reconnaissance jusqu'à 7 400 mètres et prévoient d'attaquer le sommet le 20 septembre. Le mauvais temps et la neige retardent l'échéance jusqu'au 3 octobre. Ils partent à deux heures quinze du camp de base et atteignent le camp I au lever du jour. Loretan rejoint une expédition italienne vers 6 500 mètres et les suit jusqu'à 6 800 mètres. Il fait ensuite la trace jusqu'au camp III, situé à 7 300 mètres. Il est alors rejoint par cinq Italiens, deux Français, quatre sherpas, Jean Troillet et André Georges ; le client du guide valaisan a abandonné au camp I. Alors que les Français et les Italiens prévoient de partir le lendemain à deux heures du matin, les trois Suisses partent à dix-huit heures le soir même. Malheureusement, Troillet et Georges ne sont pas très en forme et tous trois redescendent après deux heures de marche. Le lendemain matin, tout le camp s'ébranle à sept heures du matin, y compris les Français et les Italiens. Loretan sent qu'il n'est pas aussi performant qu'à l'accoutumée. Tout le monde fait une nouvelle pause au camp IV, à 7 800 mètres, d'où ils partent le 5 octobre 1995 à deux heures ; sans André Georges qui a renoncé sur les conseils de Loretan. Le Fribourgeois, Troillet et l'Italien Sergio Martini font la trace, alors que les Français Chamoux et Pierre Royer sont très lents. Les deux Suisses et leur compagnon italien décident alors de marcher à leur rythme et de laisser les deux Français à leur pensum. Loretan sent alors un manque de sensibilité à ses extrémités, jusqu'à ce que le soleil fasse son apparition. Loretan et Troillet arrivent au col à onze heures. Les deux hommes oublient alors leur projet de traversée et rejoignent l'arête en remontant le couloir. Ils arrivent au sommet à quatorze heures trente-cinq. Dans la descente, les deux Suisses croisent les deux Français, qui sont toujours en difficulté. Loretan souffre de gelures aux yeux, qu'il prend d'abord pour des défauts de lunettes. Ils rejoignent le camp III à dix-neuf heures trente, où André Georges et son client les attendent avec une bière. « Pour la première fois sur un 8 000, je me sens vidé ». Loretan passe la nuit là, alors que Troillet redescend directement au camp de base. Le lendemain, Loretan arrive au camp de base à quatorze heures, alors que Chamoux et Royer n'ont plus donné de nouvelles depuis le matin.
Après avoir atteint le sommet du Kangchenjunga et être devenu le troisième homme à avoir posé les pieds sur les quatorze sommets de plus de 8 000 mètres d'altitude, Loretan fait l'objet d'une soudaine médiatisation, mais il se sent néanmoins plus libre de ses mouvements. Il retourne alors en Antarctique, pour y tourner un film sur l'ascension du mont Epperly. Ils arrivent sur la base de Patriot Hills le 19 décembre avant de rejoindre l'emplacement du camp de base qu'ils finissent de monter à trois heures du matin. Le tournage dure deux semaines, à raison de dix à douze heures quotidiennes. Le froid rend le tournage très difficile et pénible, avec des caméras 16 mm. Ainsi, Loretan se tord le pied en faisant une glissade et manque de se geler les doigts en devant répéter certains passages.
Après le tournage, Loretan décide de gravir un sommet vierge, qu'il a repéré depuis sa tente. Après plusieurs jours de doutes intérieurs, il part le 29 décembre 1995. Il escalade plus de mille mètres de dénivellation en trois heures. Après six heures dans la face, il atteint le passage-clé. Il met plusieurs heures avant d'atteindre le col, et subit le vent et la neige. Après dix-huit heures d'effort, il est au sommet de cette montagne sans nom, qui culmine à 4 360 mètres.

### Reconnaissance publique, anonymat, morts (1996-2011)

#### Reconnaissance publique, projets inachevés: retour à un relatif anonymat (1996-2001)
L'Albert Mountain Award lui est attribué en 1996.
Le 9 mars 1996, Erhard Loretan reçoit le Prix du mérite sportif fribourgeois,. C’est alors l’une des nombreuses sollicitations dues à l’ascension de son quatorzième sommet de plus de huit mille mètres. Cette attention est alors un étonnement pour lui, qui pensait que seule la presse généraliste ne ferait que « marquer le coup ». Il effectue jusqu’à trois interviews par jour peu de temps après son retour en Suisse en 1995. De plus, les conférences qu’il donne deviennent alors très nombreuses, au point de ne presque plus lui laisser le temps de grimper.
Il a néanmoins quelques projets qu’il désire concrétiser. Il annonce ainsi au début de l’année 1996 son idée de traverser l’Antarctique en solitaire et sans support,. Mais le budget de 350 000 dollars n’ayant pas pu être réuni, il doit renoncer à ce projet. En septembre 1997, il tente une ascension du Nanga Parbat par l’arête Manzeno alors inviolée. En compagnie de Wojciech Kurtyka, il doit néanmoins renoncer après trois tentatives ; un rythme d’ascension trop lent et des débuts de gelures les contraignent à ce choix alors qu’ils avaient atteint la cote des 7 000 mètres.
En 1999, il fait partie des treize nommés pour le prix de « Sportif romand du siècle » par les lecteurs de l’hebdomadaire L’Illustré. Il remporte ce prix lors de la finale organisée par la télévision suisse romande, alors que son ancienne compagne Nicole Niquille est désignée « sportive romande du siècle ». La même année, Loretan est nommé, par les lecteurs du journal La Gruyère, « sportif du... Sud fribourgeois du siècle ».
En mai 2001, Loretan, Jean Troillet et l’aventurier sud-africain Mike Horn annoncent leur projet de traverser le Groenland d’est en ouest au moyen de kitesurf. Loretan et Troillet désirent alors réussir ce qu’ils avaient raté une année auparavant. Le but, non avoué, est de battre le record de onze jours établi par une expédition tchèque en 2000. Les trois hommes rejoignent le 4 mai leur bivouac à Isortoq, mais ils sont bloqués par les chutes de neige qui tombent jusqu’au 9 mai. Le lendemain, ils tentent un premier départ, mais sont arrêtés par le vent. Ils envisagent ensuite d’inverser le sens de la traversée, mais des vents catabatiques ruinent leurs espoirs.

#### La mort de son fils
Le 23 décembre 2001, Erhard Loretan a la garde de son bébé de sept mois. Loretan est stressé par une douleur à l’épaule qui menace son métier de guide et inquiet pour sa compagne, qui participe à une course à ski et qui a du retard à cause d’une crevaison. L’enfant pleure et pour le calmer, il le secoue brièvement, « durant deux à trois secondes ». Il découvre peu de temps après son bébé inerte dans sa couchette. Il appelle alors les secours et pratique un massage cardiaque et du bouche-à-bouche en attendant les secours. Son fils est emmené au Kinderspital de Berne où il décède vingt-deux heures après son admission, des suites du syndrome du bébé secoué. Aux enquêteurs qui l’interrogent, Loretan ment. Il prétexte d’abord une chute de l’enfant du canapé, puis déclare être tombé dans les escaliers avec son fils dans les bras avant de révéler la vérité. « Je connais un peu le monde de la presse. Je suis un homme apparemment public et je voulais protéger ma famille », se défend-il lors de son procès en 2003.
Le nom d’Erhard Loretan est confirmé à la presse le 2 janvier 2002 par le juge d’instruction chargé de l’affaire. Loretan veut mettre fin aux rumeurs persistantes et profiter de sa notoriété pour mettre en lumière ce syndrome méconnu. « Ce phénomène du cerveau secoué, je ne le connaissais absolument pas. Mais il faut en parler ! Il faut que d’autres le sachent afin qu’ils évitent de faire la même chose », dit-il alors. Cette affaire fait alors les gros titres de la presse suisse,.
Également inculpé le 2 janvier 2002, Erhard Loretan est jugé le 11 février 2003 à Bulle. Le procès est suivi par une trentaine de personnes, dont des journalistes et des amis du prévenu, et a duré six heures. La procureure requiert une peine de dix mois d’emprisonnement avec sursis de deux ans et une amende de 1 000 francs suisses. Le tribunal le condamne finalement à quatre mois de prison avec sursis et à 1 000 francs suisses d’amende pour homicide par négligence. « L’impact de son geste sur lui-même, ainsi que la lourde pression médiatique que l’alpiniste a assumée pour éviter la répétition de tels drames » ont constitué des circonstances atténuantes selon le tribunal. « La peine que vous allez m’infliger n’est pas vraiment importante. Cette journée est le début d’un deuil » a déclaré Erhard Loretan avant le verdict.

#### Entre partage et anonymat: les dernières années (2004-2011)

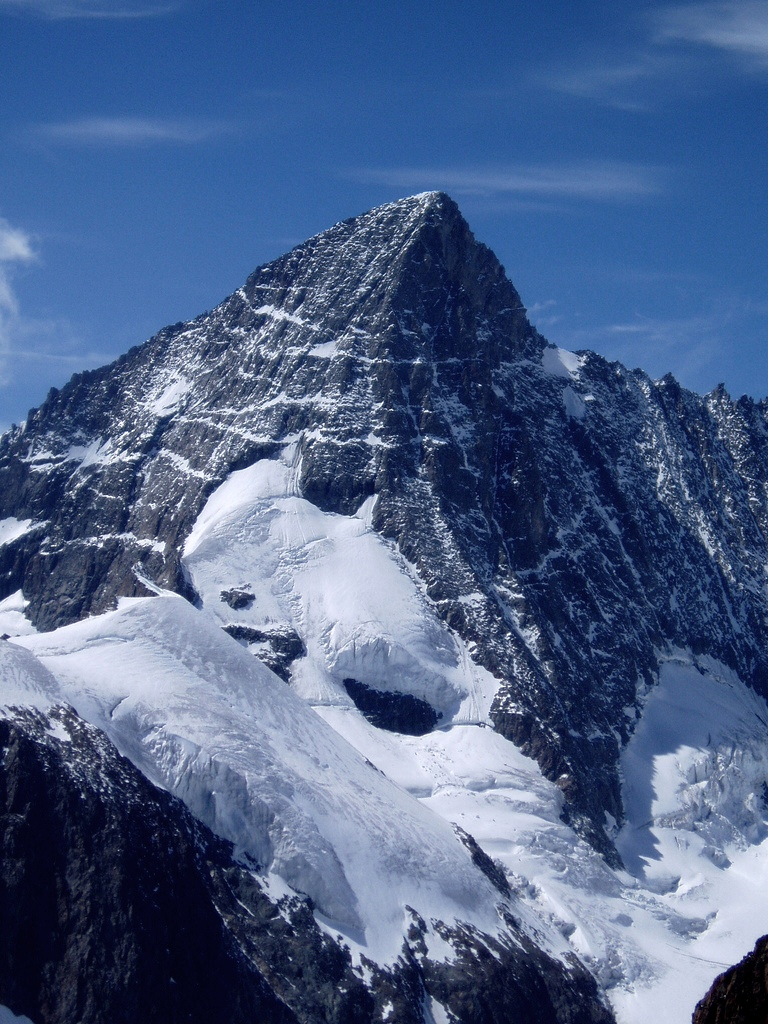
Le Grünhorn, sommet où Loretan a perdu la vie le jour de son

À la suite de ce procès, Loretan se retire de la scène médiatique, gardant une rancœur envers certains médias qui l’ont, selon lui, maltraité. Environ une année après son geste malheureux, alors qu’il est au sommet du Strahlhorn avec son ami le Père Nicolas Buttet, il lui dit que la vie ne sera plus jamais comme avant. Depuis, selon Nicolas Buttet, il n’a plus fait un sommet ou une ascension sans son fils. Loretan raréfie alors sa présence médiatique, se méfiant des journalistes et des avocats, et continue à exercer ses activités d’ébéniste et de guide de montagne. Il effectue deux tentatives dans la face nord du Jannu ou grimpe au Brésil.
Durant ces années, il fait également de plus en plus partager sa passion, de par sa profession de guide ou par des conférences. « Guide de montagne, c’est un beau métier. Je peux aider des gens qui ont des rêves à les réaliser. Facile, difficile : ce n’est pas important. L’important, c’est de partager », dit-il un jour au festival du film de Trente. Il participe ainsi, en 2009, à une émission de la Télévision suisse romande où il accompagne une douzaine de randonneurs à ski sur la Haute Route, de Chamonix à Zermatt.
Le 28 avril 2011, jour de son cinquante-deuxième anniversaire, il fait une course au Grünhorn, accompagné d’une cliente bernoise de 38 ans, qui se révèle être sa compagne depuis 2009. Vers midi, un accident se produit et la cordée fait une chute de deux cents mètres. Les secours arrivent vers seize heures, découvrent le corps sans vie de Loretan, alors que sa compagne est retrouvée au-dessus de lui, lucide, mais en état de choc et grièvement blessée. L’enquête conclut à un accident, la compagne de Loretan ayant vraisemblablement glissé sur une plaque de glace vive à côté de la trace.
Ce décès provoque un fort émoi dans sa région natale ; plusieurs centaines de personnes assistent à sa messe d’enterrement, dont de nombreux anonymes, mais aussi des amis et des autorités. Durant les mois qui suivent son décès, sa mère a reçu de nombreuses lettres de personnes qui avaient connu son fils.

## Le style Loretan
La pureté du style de Loretan est unanimement reconnue dans le monde l'alpinisme.
À la suite de sa première expédition himalayenne au Nanga Parbat en 1982 et de la mort de Peter Hiltbrand, Erhard Loretan s’interroge sur les lourdeurs du style d’expédition usuellement utilisé en Himalaya. Et très vite, il est convaincu qu’il faut aller vite pour réussir dans l’Himalaya. Cette rapidité devient, selon ses dires, son assurance-vie. Il radicalise alors le style alpin, avec pour objectif d’être le plus léger possible : « une pelle pour creuser un igloo si nécessaire, un réchaud pour se préparer à boire en cas de problème, un sur-sac, des gants et des lunettes de rechange ». Avec Jean Troillet, il remarque qu’à partir de 8 000 mètres, leur corps ne se repose plus et qu’ils perdent de l’énergie même en dormant : ils décident alors de marcher jour et nuit, sans s'arrêter pour dormir ou pour faire fondre de la neige afin de s'hydrater, se nourrissant d'une barre énergétique par jour.
Loretan tient à son éthique de l'himalayisme : « Mon éthique c'est d'être le plus honnête possible et surtout d'employer le moins de moyens artificiels, comme un sherpa ou de l'oxygène. ».
Vincent Carraud, historien de la philosophie et professeur émérite à la Sorbonne, lui a consacré un chapitre intitulé « Partir de loin : Erhard Loretan et Jean-Luc Marion. L’Alpine style en histoire de la métaphysique » dans l'ouvrage collectif Philosophie de Jean-Luc Marion, phénoménologie, théologie, métaphysique en l'associant par son style et sa méthode au philosophe français contemporain Jean-Luc Marion.

## Mémorial

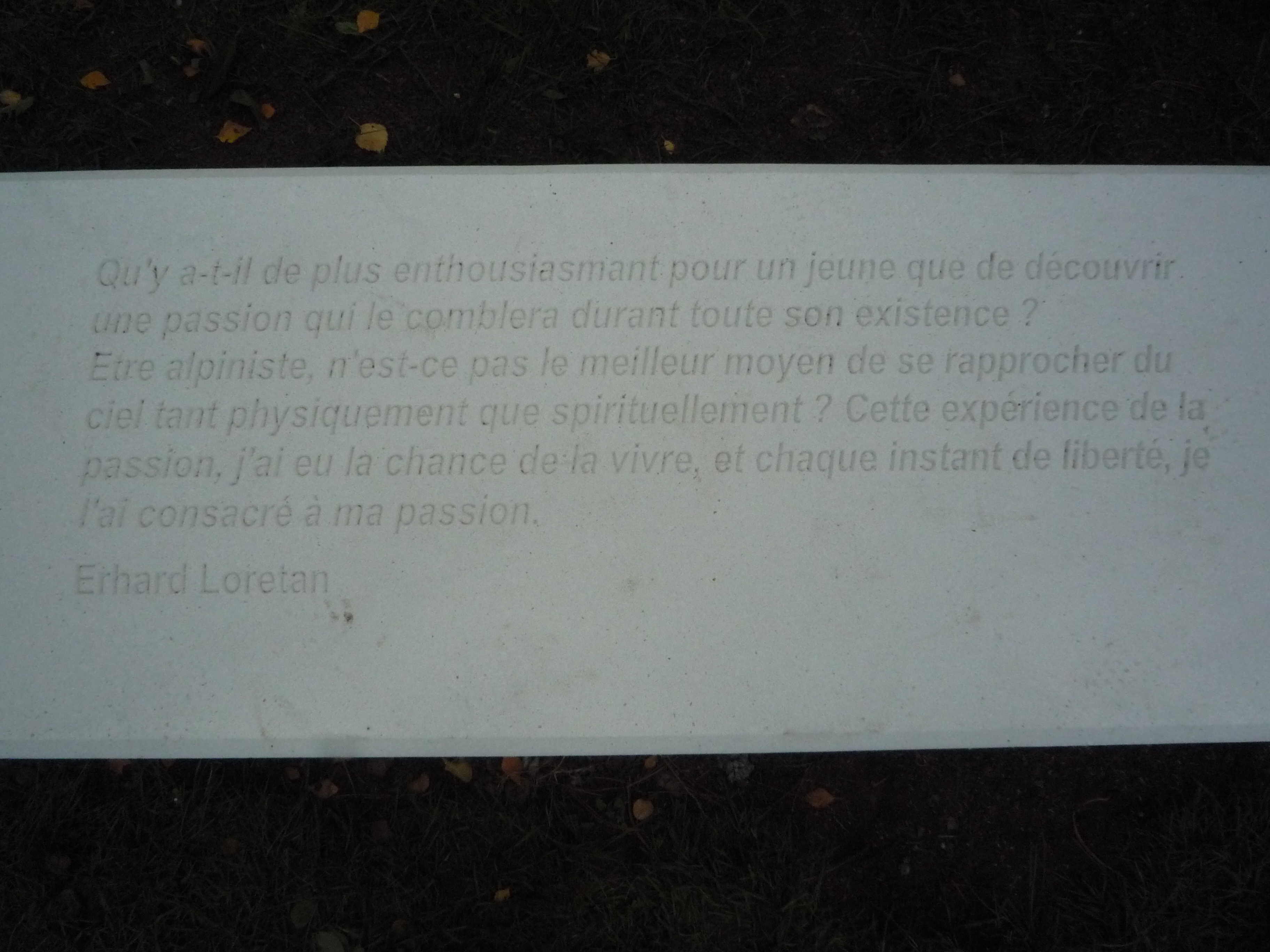
Citation d'Erhard Loretan gravée sur un muret au parc Loretan à Bulle.

L’initiative d’un mémorial naît, dès 2011, dans l’esprit d’amis et de proches d'Erhard Loretan, parmi lesquels Carlo Gattoni, Michel Guidotti, Pierre Morand, Jean-Bernard Repond, Jean Ammann, ainsi que son frère Daniel et sa mère Renata. Le parc des Dousse, situé entre les rues de l'Abbé-Bovet et de Montsalvens à Bulle, non loin de là où Erhard Loretan habitait enfant et où il avait l'habitude de jouer, est mis à disposition par la paroisse Bulle-La Tour, propriétaire du terrain, en avril 2015. Par la suite, un partenariat public-privé, regroupant la ville de Bulle le club alpin de la Gruyère, tous deux maîtres d’ouvrage, des entreprises et des particuliers a permis de financer le projet, devisé à 280 000 francs suisses.
Le parc Loretan est inauguré le 3 octobre 2015. Il est doté d’un bloc de grimpe de trois mètres de haut, destiné aux enfants, d’une application numérique qui permet d’accéder à des vidéos d’Erhard Loretan, de murets sièges gravés, et parmi les autres arbres, de quatorze pommiers de quatorze variétés différentes, représentant les quatorze sommets de plus de 8 000 mètres d'altitude qu’Erhard Loretan a gravis. Treize pommiers sont disposés en ligne et le quatorzième se trouve à l’emplacement de l’ancien pommier où Erhard Loretan s’était initié à la grimpe.

### Émissions de télévision
- [vidéo] Épisode Erhard Loretan de la série Racines, d'une durée de 14’38. Diffusé pour la première fois le 14 janvier 1996 sur le réseau Télévision suisse romande. Autres crédits : Jacques Huwiler. Visionner l'épisode en ligne.
- [vidéo] Épisode L'écume des cimes de la série Passe-moi les jumelles, d'une durée de 26’03. Diffusé pour la première fois le 1996 sur le réseau Télévision suisse romande. Autres crédits : Benoît Aymon et Pierre-Antoine Hiroz. Visionner l'épisode en ligne.
- [vidéo] Épisode Erhard Loretan de la série Zig zag Café, d'une durée de 44’39. Diffusé pour la première fois le 14 février 2000 sur le réseau Télévision suisse romande. Autres crédits : Jean-Philippe Rapp..
- [vidéo] Épisode Erhard Loretan de la série Zig zag Café, d'une durée de 48’34. Diffusé pour la première fois le 15 février 2000 sur le réseau Télévision suisse romande. Autres crédits : Jean-Philippe Rapp..
- [vidéo] Épisode Erhard Loretan de la série Zig zag Café, d'une durée de 45’20. Diffusé pour la première fois le 16 février 2000 sur le réseau Télévision suisse romande. Autres crédits : Jean-Philippe Rapp..
- [vidéo] Épisode Erhard Loretan de la série Zig zag Café, d'une durée de 50’50. Diffusé pour la première fois le 17 février 2000 sur le réseau Télévision suisse romande. Autres crédits : Jean-Philippe Rapp..
- [vidéo] Épisode Les conquérants de l'inutile de la série Passe-moi les jumelles, d'une durée de 24’01. Diffusé pour la première fois le 5 avril 2006 sur le réseau Télévision suisse romande. Autres crédits : Romolo Nottaris et Gianluigi Quarti. Visionner l'épisode en ligne.
- [vidéo] Épisode Erhard Loretan de la série Passe-moi les jumelles, d'une durée de 11’08. Diffusé pour la première fois le 15 août 2008 sur le réseau Télévision suisse romande. Autres crédits : Benoît Aymon. Visionner l'épisode en ligne.
- [vidéo] Épisode Erhard Loretan et André Georges de la série Passe-moi les jumelles, d'une durée de 7’18. Diffusé pour la première fois le 23 mars 2011 sur le réseau Télévision suisse romande. Autres crédits : Benoît Aymon. Visionner l'épisode en ligne.
- [vidéo] Épisode Erhard Loretan, respirer l'odeur du ciel de la série Passe-moi les jumelles, d'une durée de 54’07. Diffusé pour la première fois le 21 octobre 2011 sur le réseau Télévision suisse romande. Autres crédits : Benoît Aymon. Visionner l'épisode en ligne.